# 水手服

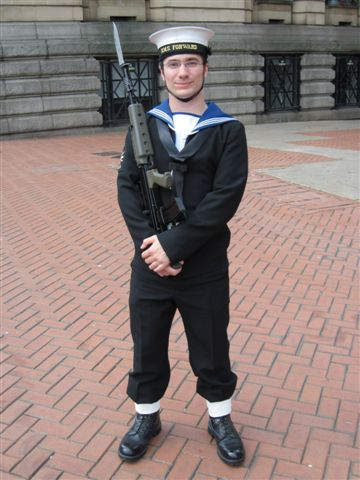
一位穿著現代水手制服的英國皇家海軍士官

水手服傳統上是海軍編制內海員（包括水兵及水手）穿著的制服，而在其他由政府所資助的航海事業，其員工也往往會穿著這類制服，其寬大、延伸至後背的衣領（襟）是顯著特徵。後來隨著時間的進展，也成為了一款兒童與少年、少女穿著的日常服飾。往後，不少學校的校服也採用水手服款式，尤其是以舊式日本女生校服最為著名。

## 來歷
英國皇家海軍是最早有海軍制服標準的海軍，其水兵服最早可追溯至英皇海軍水手的工作服，1857年開始作為編制內海員制服使用，樣式也一直有小改動。
藍色牛仔布衣領估計是水手服上識別度最高的元素了，傳統的說法是這個設計可追溯至當時海員是會戴著辮子帽。不過這個說法被證實是錯誤的，即使到了帽子上沒有辮子時，寬大衣領也還不是制服的一部分。衣領的作用更多是防風之用。靠近衣領邊沿上的三條白線和納爾遜準將的三次勝利無關，不過這個樣式設計在皇家海軍制服標準化以後就被確立了。觸摸水手的衣領也常被認為是幸運的。

## 軍裝

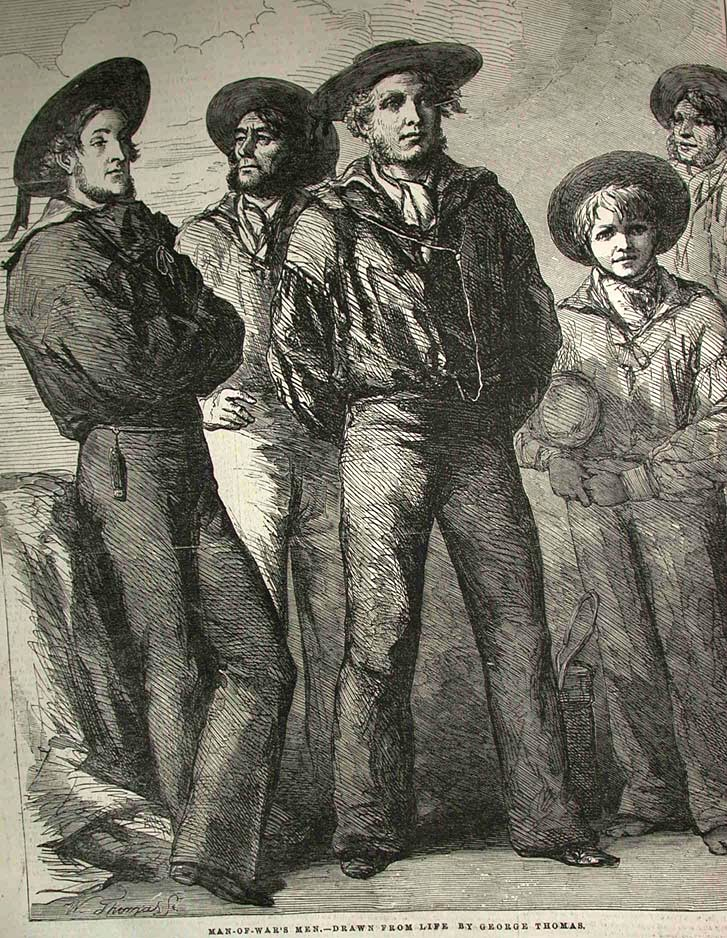
1854年的英皇海軍水兵

水手服或「海軍制服」（naval rig）現在是英國皇家海軍的一號士官制服，現代主要作為禮儀服使用。

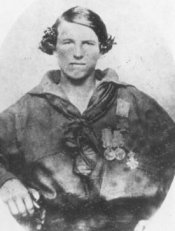
克里米亞戰爭中的英皇海軍水兵

法國海軍在1858年使用了水手服作為水兵制服。

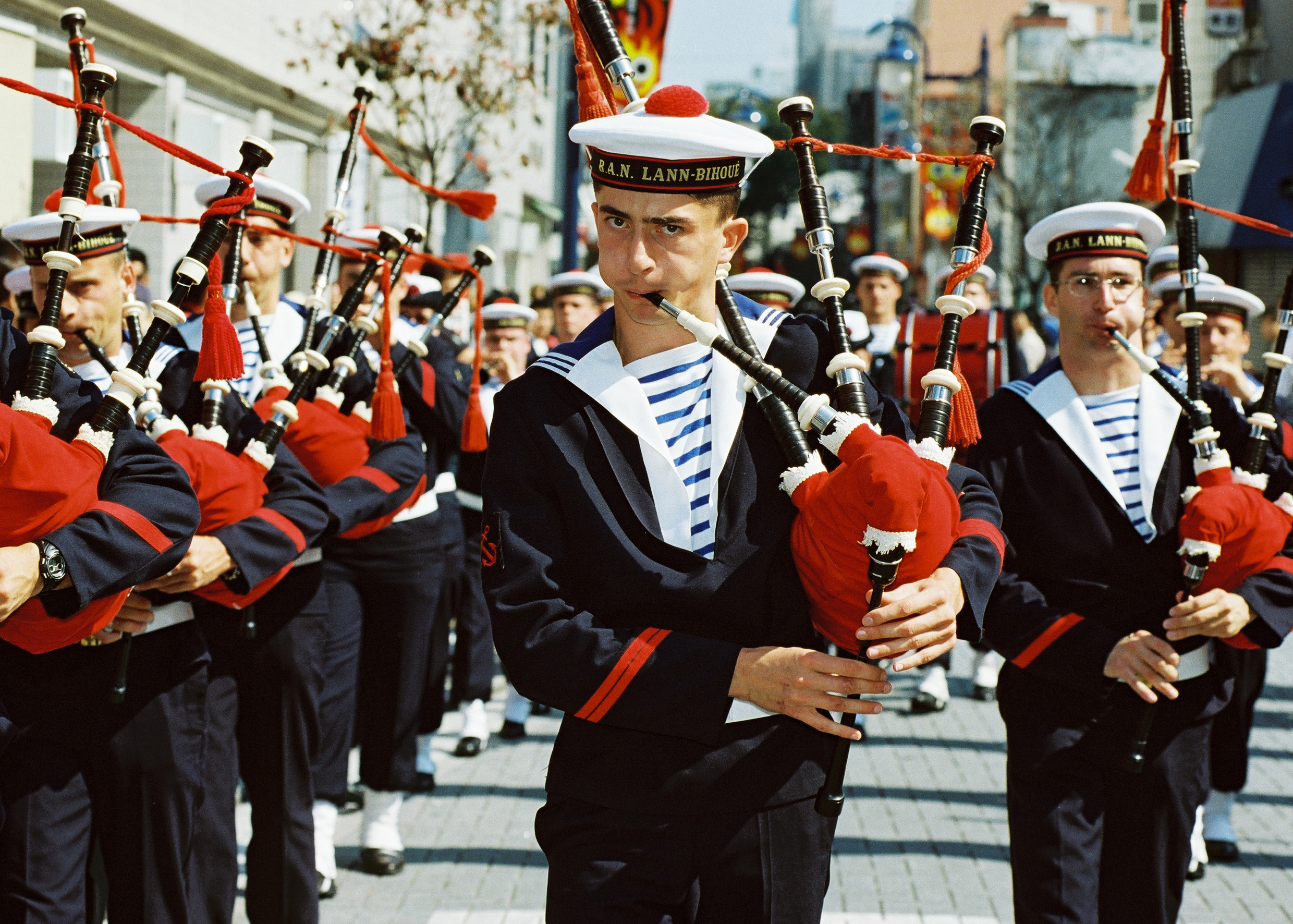
現代法國海軍水兵服

美國海軍的首個軍服樣式標準在1817年推出，由美國政府採購，提供有冬服和夏服樣式以適應不同季節需要。夏服是由白色Cotton duck夾克衫、長褲及背心搭配，而冬服為藍色夾克衫、長褲、黃色鈕扣的紅色背心以及黑色帽子搭配。1862年時根據英皇海軍的水手服樣式修改了一次。
加拿大皇家海軍也有段時間是沿用英皇海軍的水手服作為其水兵制服，不過在1968年加拿大軍隊推出新的軍服標準以後就不再使用。

各國海軍的水兵服
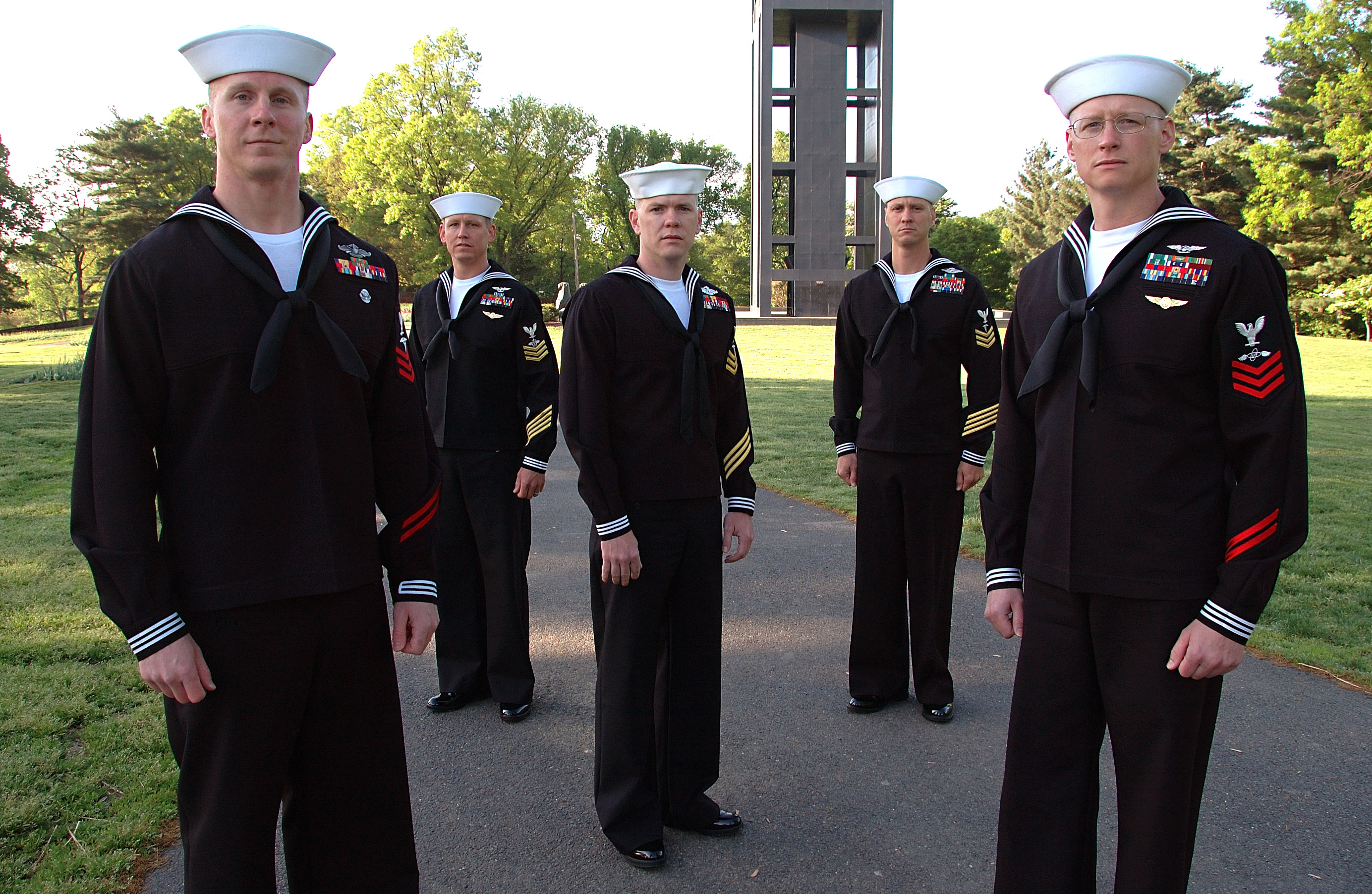
美國海軍水兵服（藍）
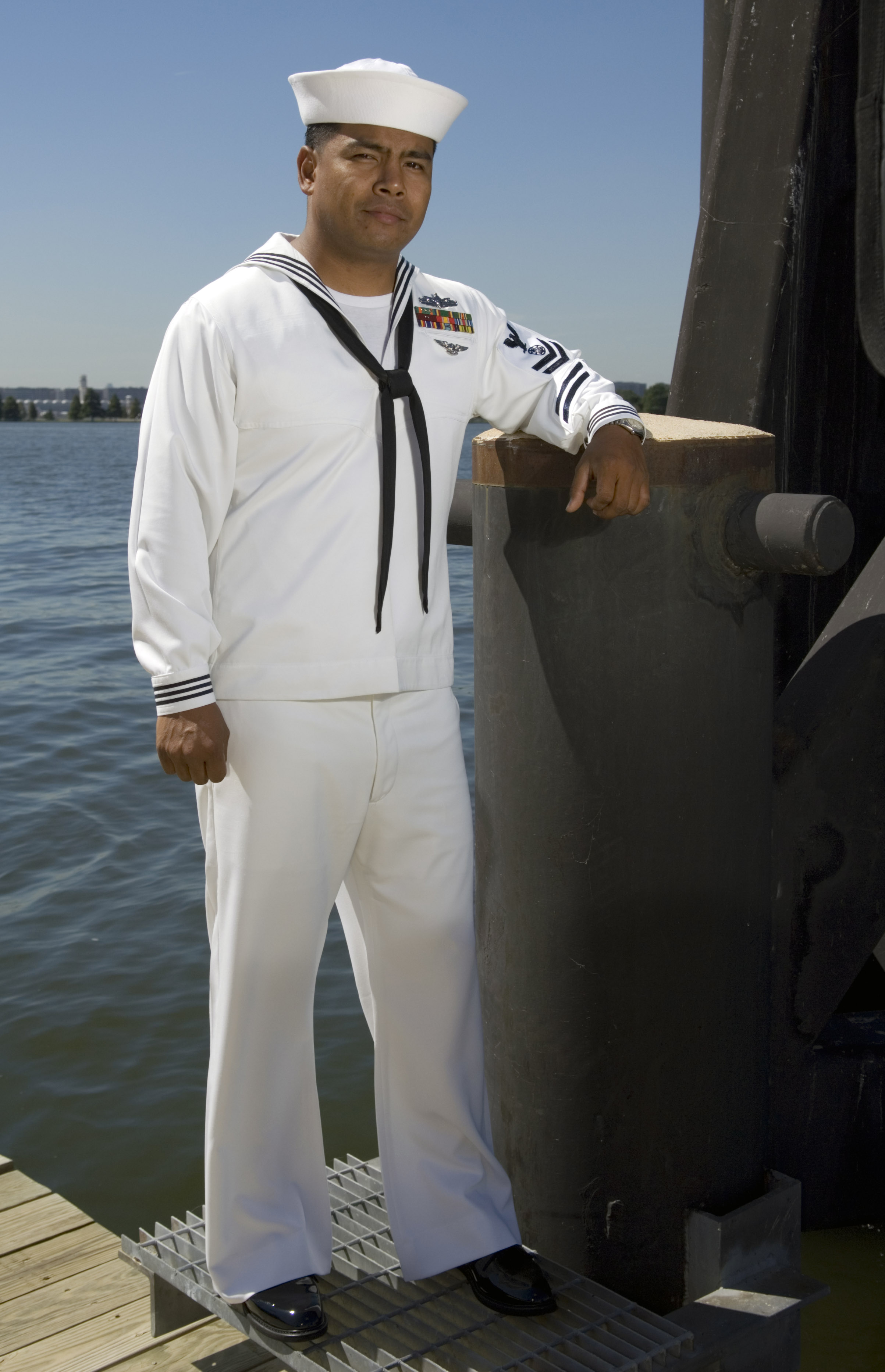
美國海軍水兵服（白）
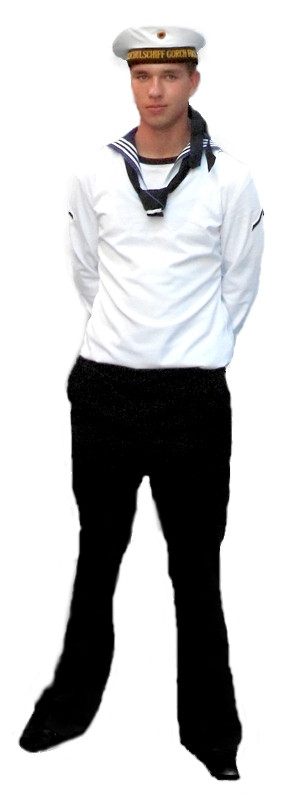
德國海軍水手制服
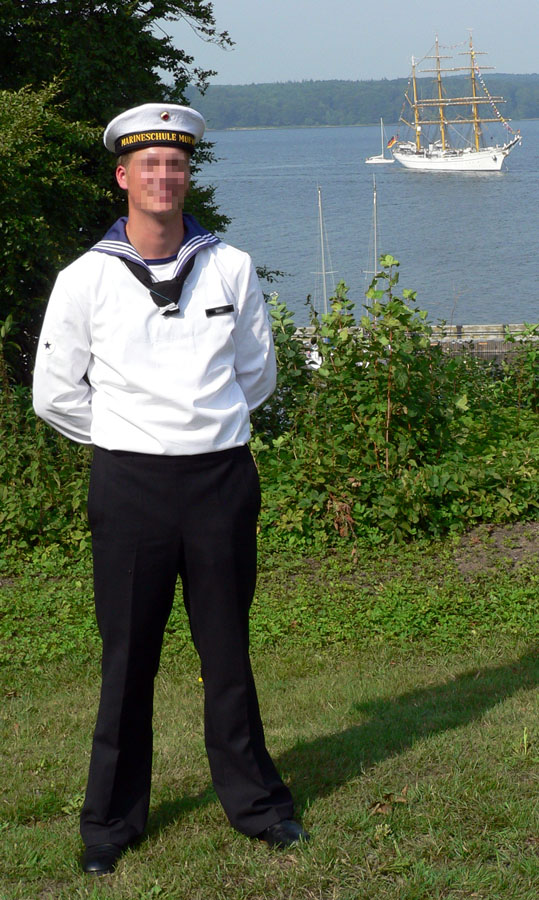
現代德國海軍
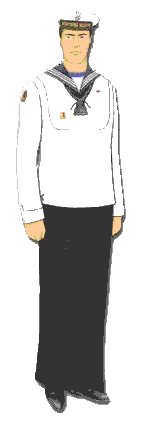
波蘭海軍水手制服
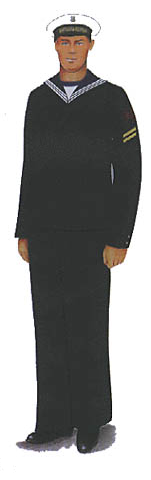
波蘭海軍水手制服

受英皇海軍影響，日本海軍於1872年時將水手服作為軍艦海員制服，海軍軍官則是採用立領軍官服。二戰後的日本海上自衛隊也基本保留了水手服和立領制服，但樣式設計已不同於舊日本海軍時期的了，提供冬服和夏服。

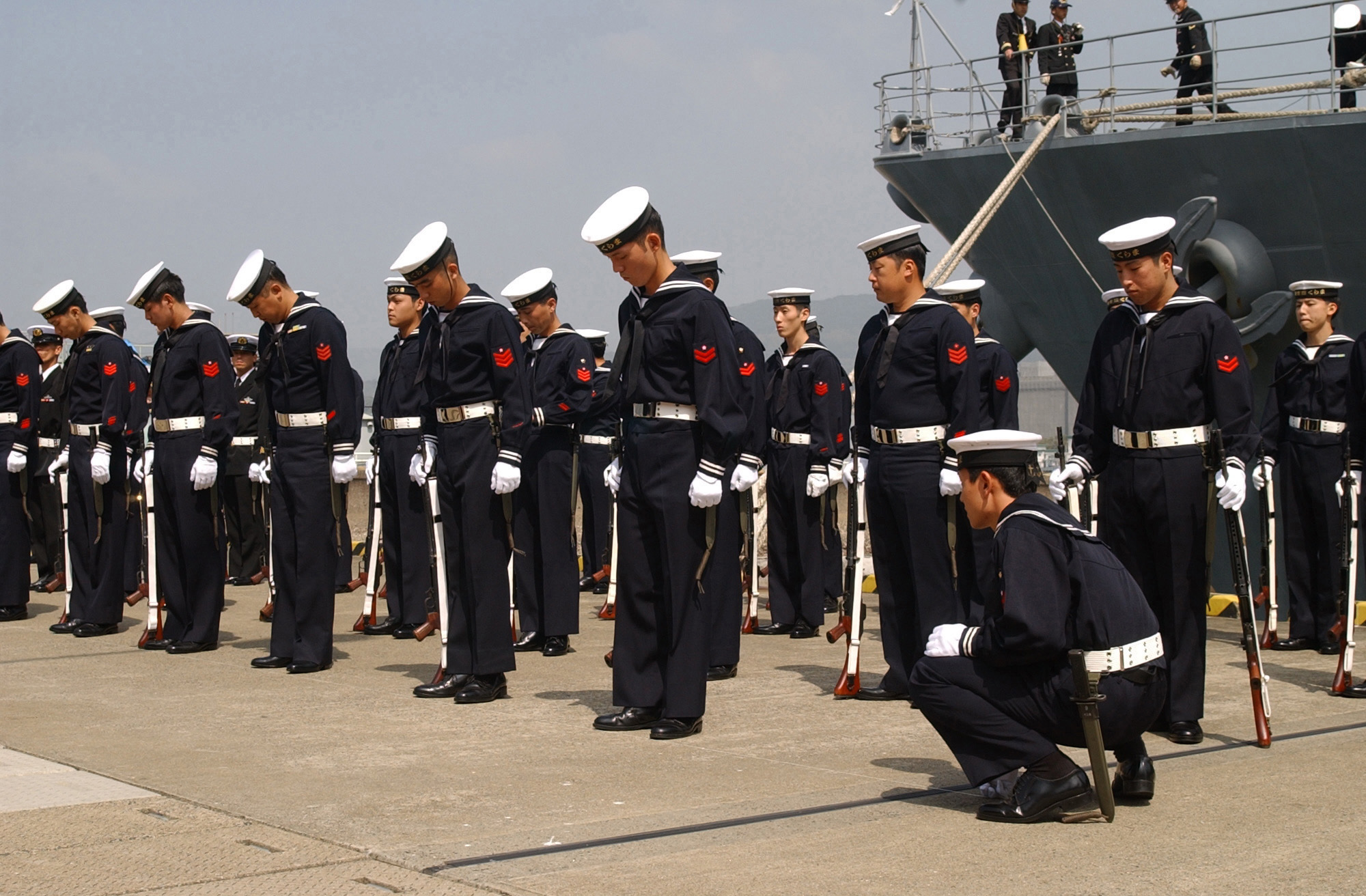
日本海上自衛隊水兵服冬服
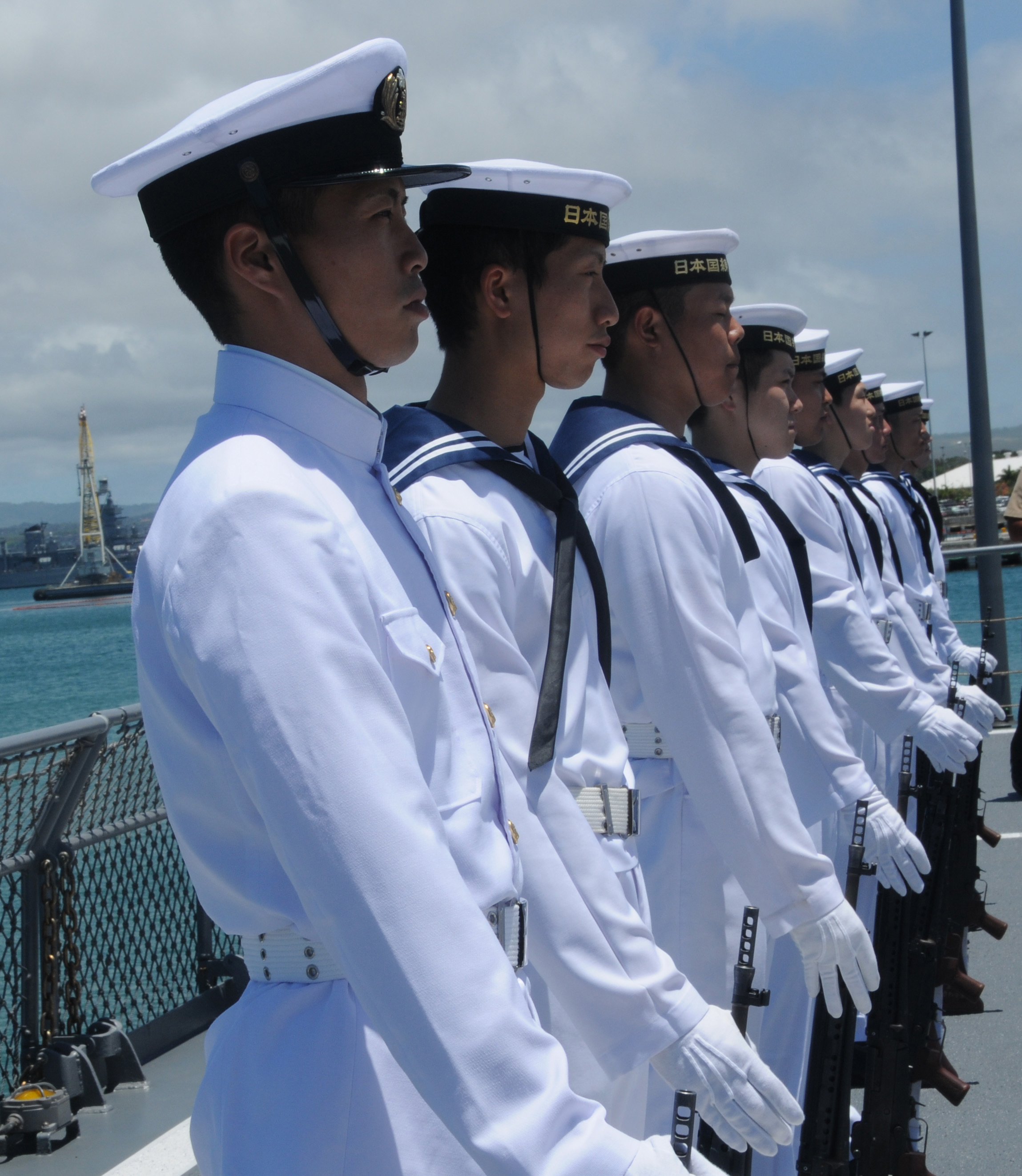
日本海上自衛隊水兵服夏服

台灣海峽兩岸的海軍（解放軍海軍和中華民國海軍）亦採用水手服樣式的水兵服。

解放軍海軍的水兵服
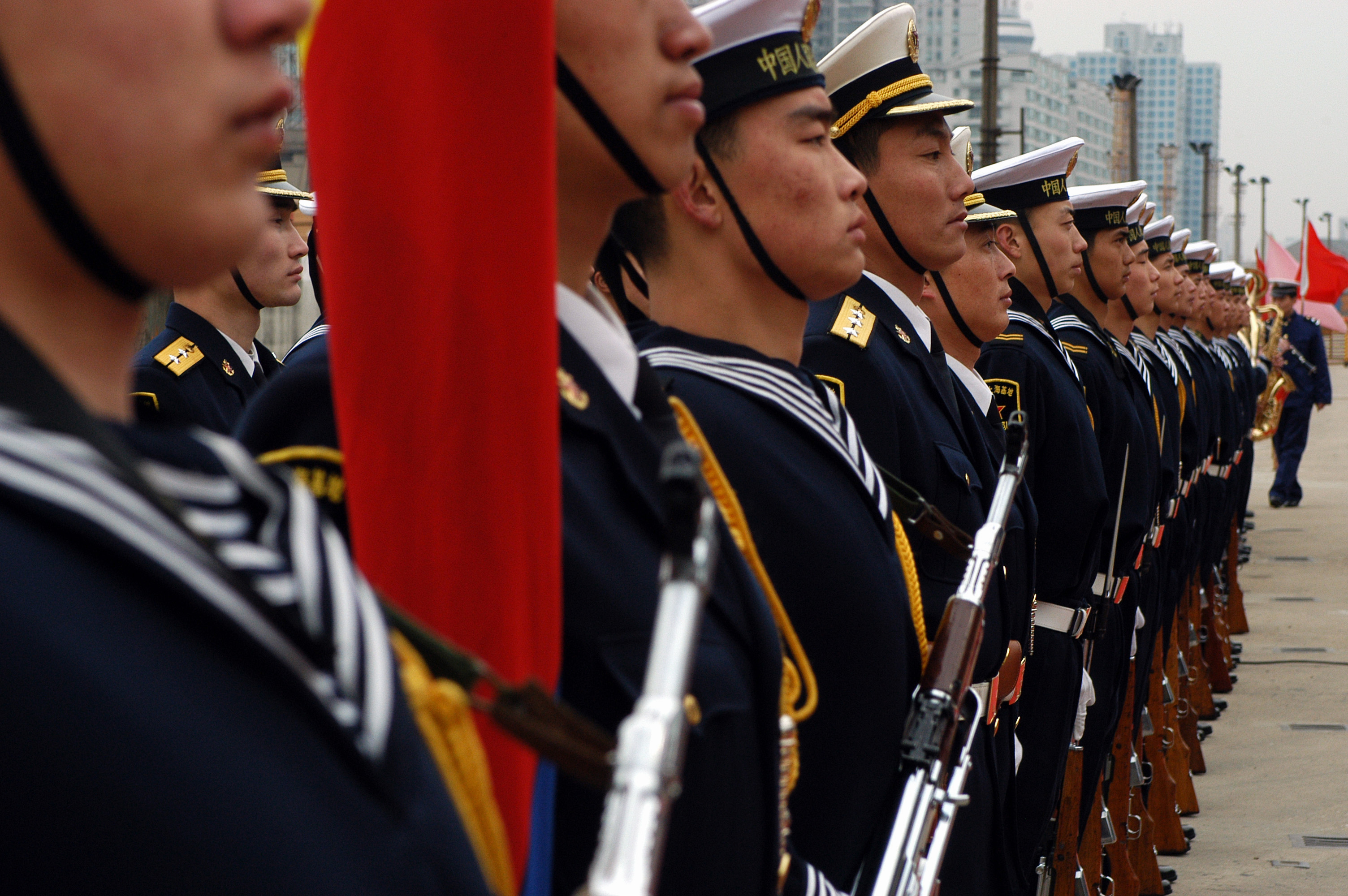
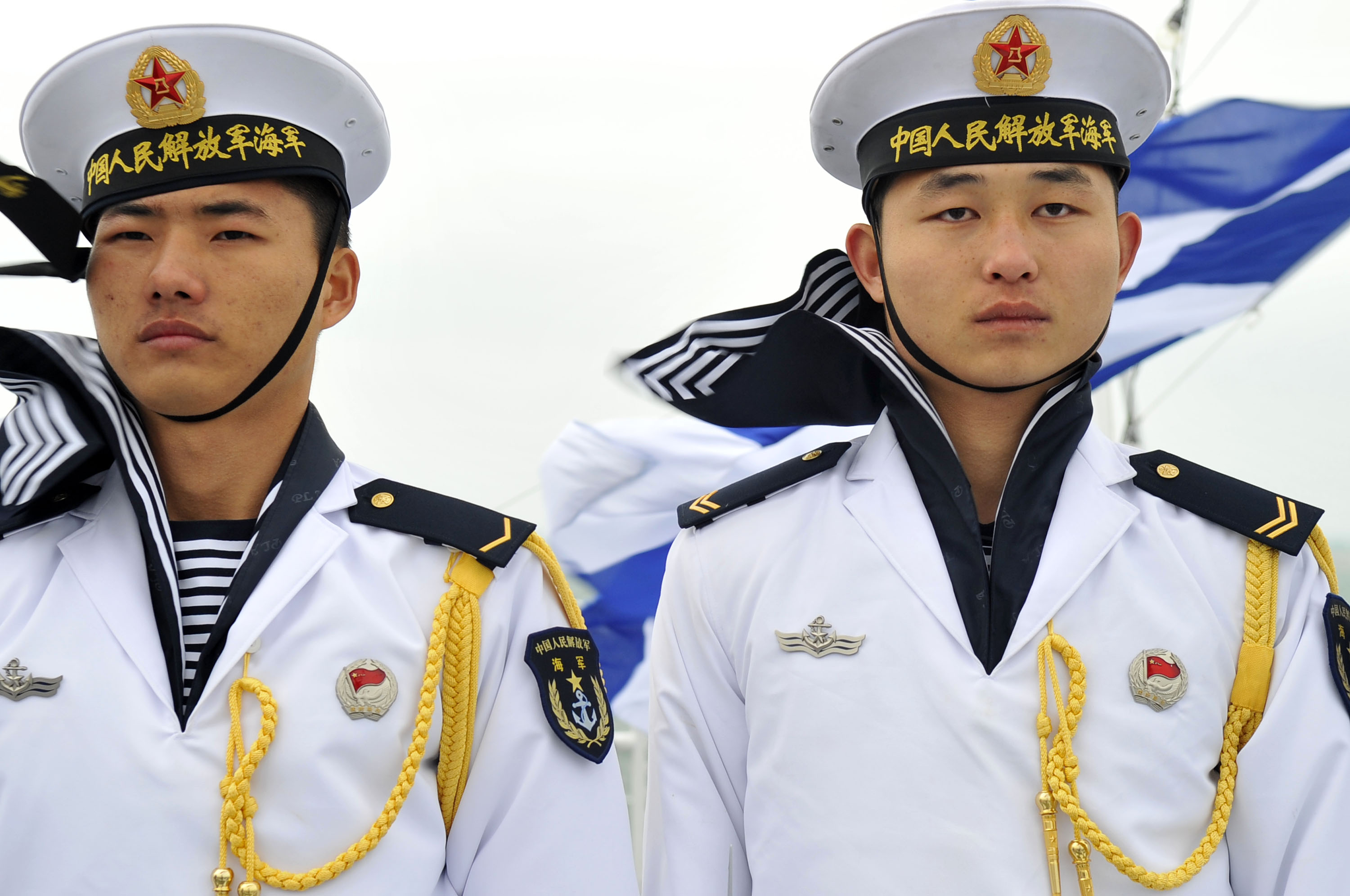
07式海軍水兵夏常服，
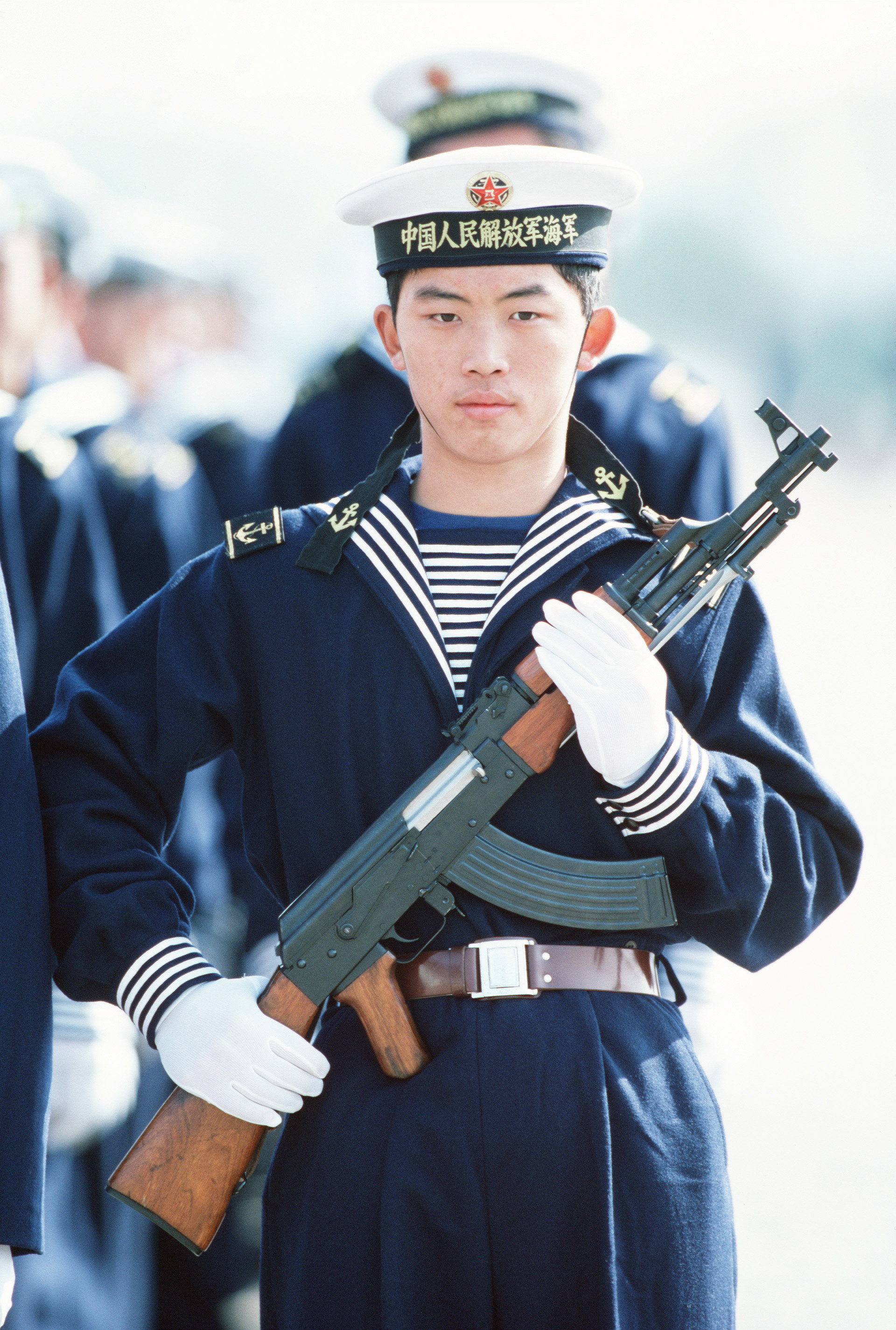
85式藏藍色海軍水兵服

中華民國海軍的水兵服
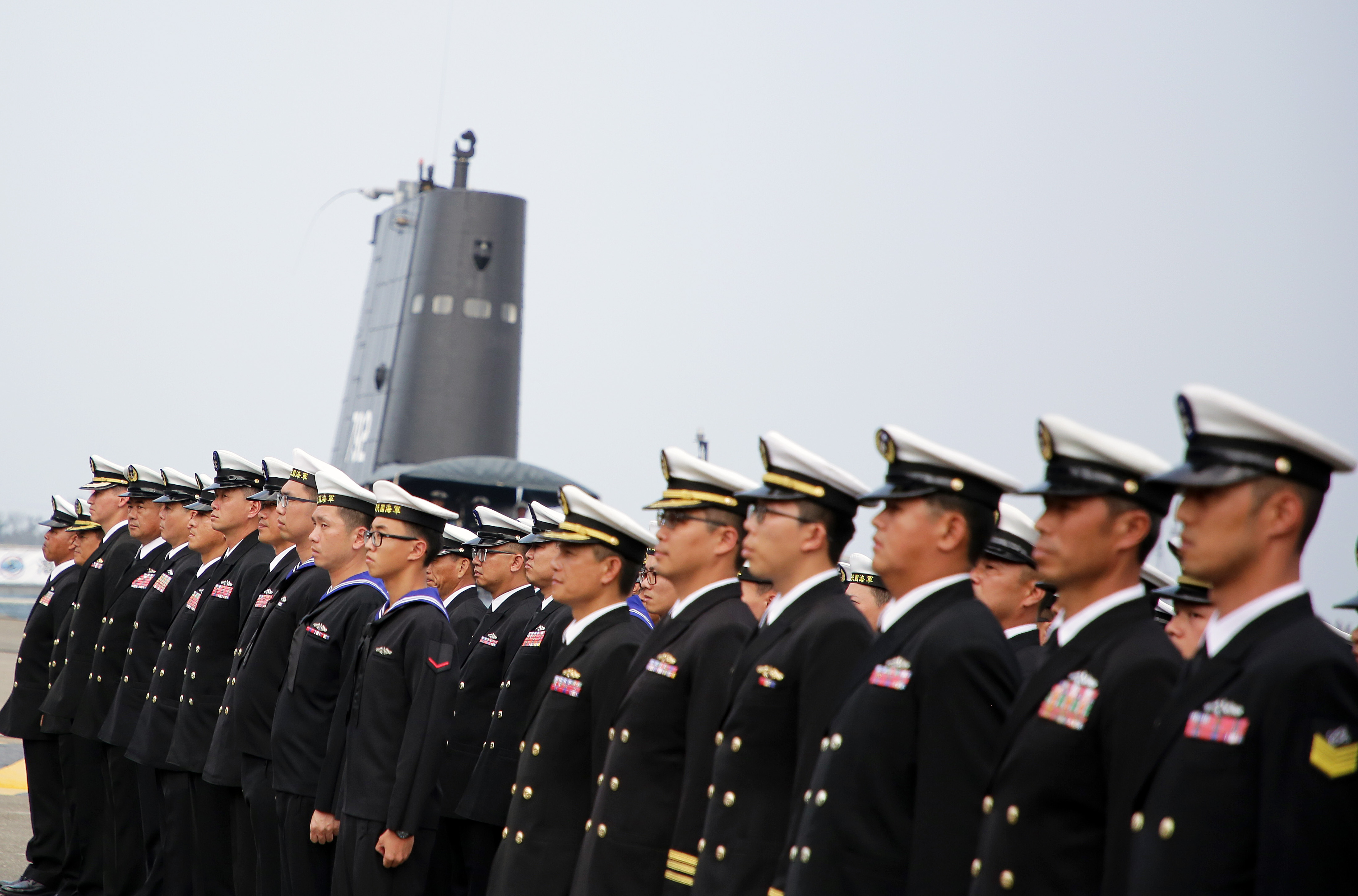
海軍冬季軍常服的中華民國海軍官兵
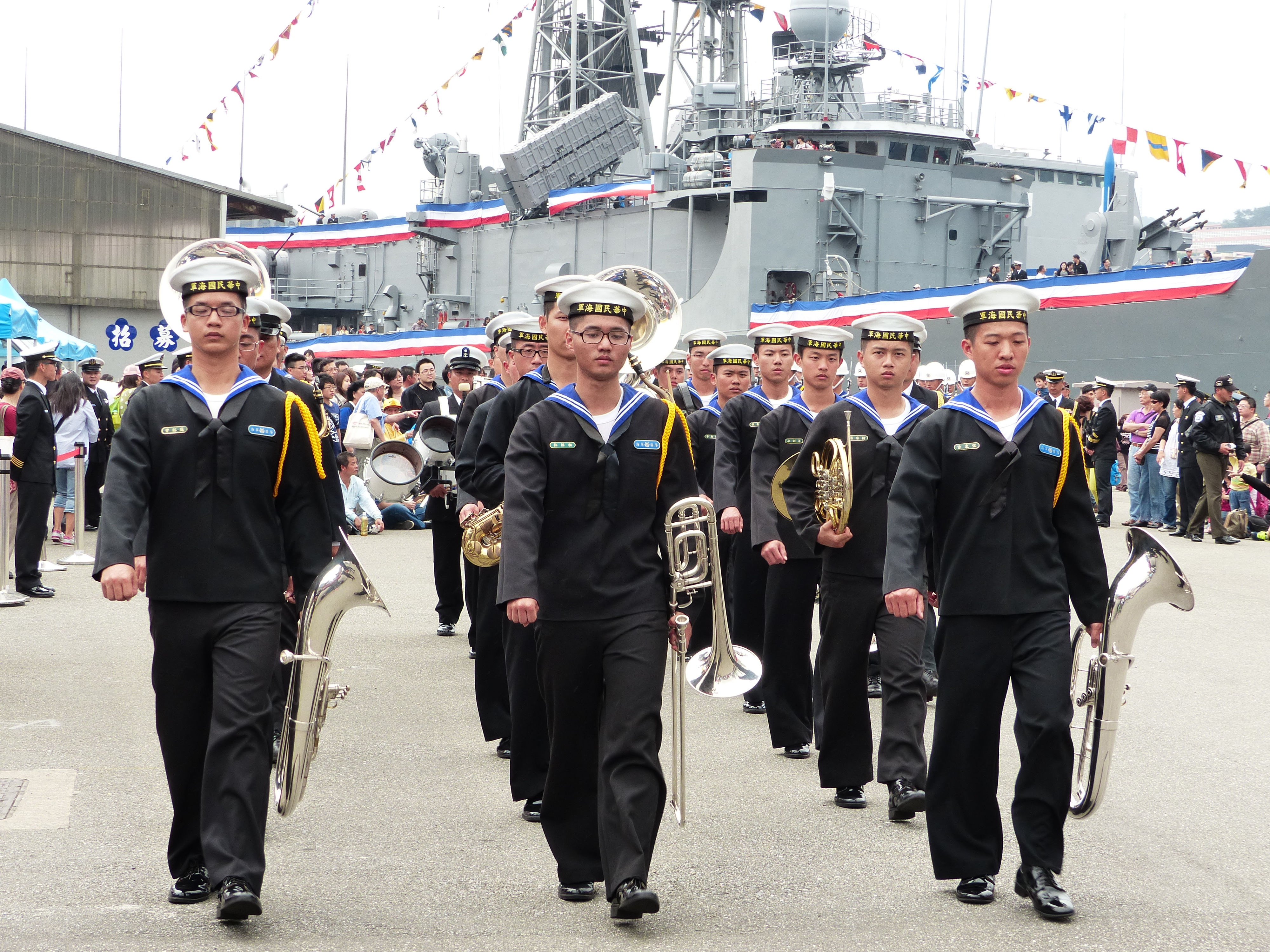
中華民國海軍水兵服冬服

## 童裝
1846年，4岁的威尔士亲王阿尔伯特·爱德华收到了皇家游艇上水手所穿制服的缩小版。同年9月，他在海峡群岛巡航时穿着这套迷你水手服，让他的母亲和公众感到高兴。当时流行的版画，包括温特哈尔特创作的著名肖像画传播了这一理念，直到1870年代，水手服已成为世界各地男孩和女孩的正常着装。一些西方卡通及漫画人物以水手服作为标志，例如大力水手、唐老鸭和Spoilt Bastard。维也纳童声合唱团的成员在国际巡演中也穿着水手服。
水手服的女性版本“水手裙”，在20世纪初的美国广为人知，当时是20世纪初的彼得·汤姆森连衣裙，以纽约和费城的海军裁缝命名。
在跳水手角笛舞时，高地角色舞者需要穿着水手服。

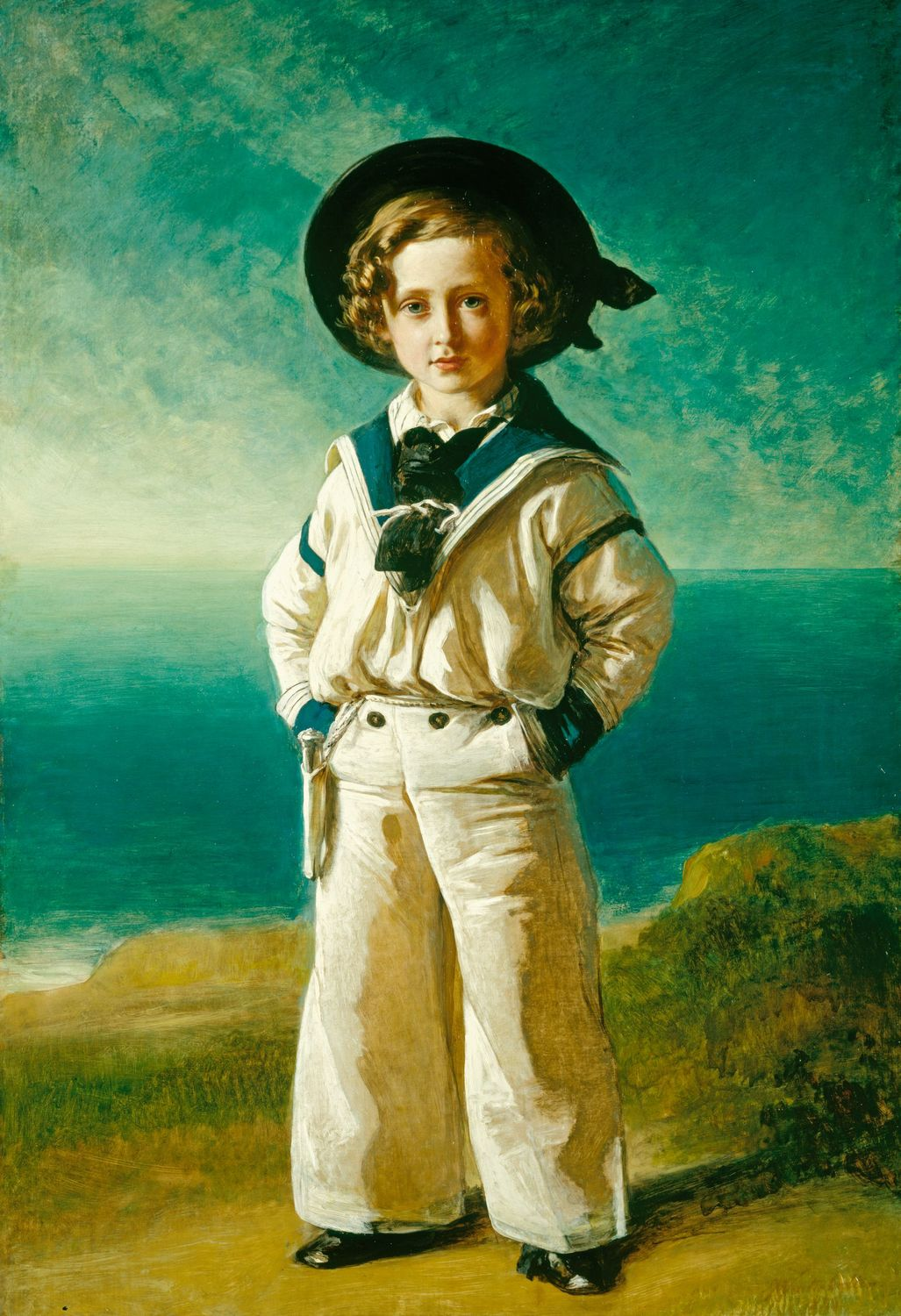
穿著改小款水手服的阿爾伯特·愛德華王子（日後的英皇愛德華七世），温德尔哈尔特於1846年繪
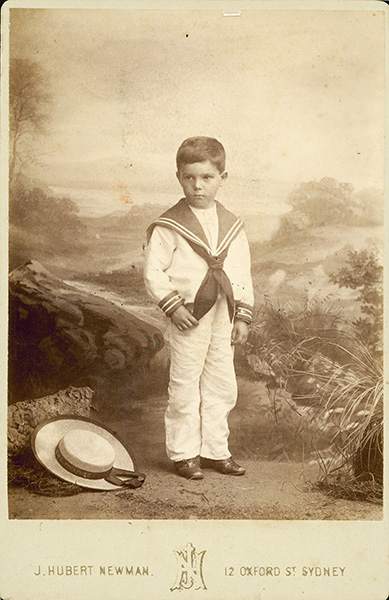
澳洲悉尼牛津街，一個穿水手服男孩子的照片

## 校服

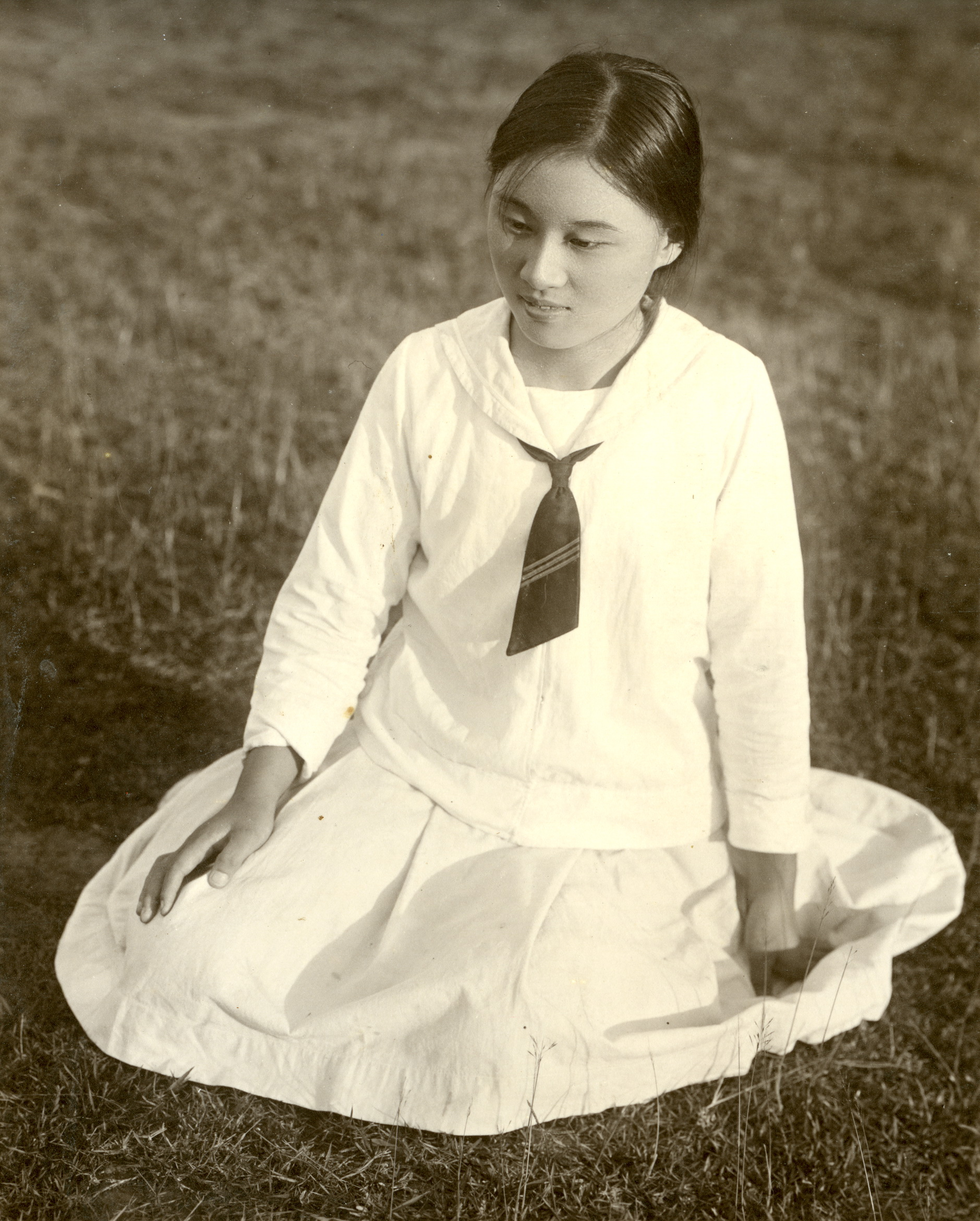
1930年代身穿水手服的台湾女学生

臺灣的5所海事職校（高職）校服、日本中學女生校服以及泰国中学女生校服，最常採用水手服款式。
水手服最早是作为校服而引进日本，但第一套水手服是在1920年被采用为女学生的制服，京都府平安女学院的水手服是连衣裙，用腰带收紧腰部。
至于第一个采用上下分离水手服作为制服的学派，至今仍常见，爱知论（1921年9月）、神奈川论（1921年11月）、福冈论（1921年12月）：
- 爱知县名古屋市的金城学院（日语：金城学院中学校・高等学校）是根据处理学校办公室工作的美国教师洛根的两个女儿所穿的水手服设计的，并于1920年4月鼓励学生进入“能做衣服就做衣服，并根据他们的个性制作”，并于1921年9月正式采用水手服作为制服。
- 1921年11月，神奈川县横滨市的费里斯女学院将水手服推荐为“女学生标准制服”作为标准制服，但很少有学生穿着它们。经过老师对设计的研究，水手服于1924年6月被正式采用为制服，所有学生都穿着。
- 在福冈县福冈市的福冈女学院（日语：福岡女学院中学校・高等学校），当时担任同一所学校校长的伊丽莎白·李[a]以他在英国留学时所穿的水手服为蓝本，作为易于穿搭的体操服，于1917年大田服装店要求生产。他花了三年时间只穿一件夹克，以便于活动。1920年完成夹克后，公司陷入了开发易于行动的裙子，但太田豊吉想出了将裙子打褶的想法，水手服的上衣和下装就完成了。福冈女学院用作运动服，并于1921年12月正式采用为制服[11]。此外，福冈论在主页上发布主要制服制造商蜻蜓表示，福冈理论“符合一般理论”和“根据未来的发展，我们将考虑修订”[13]，并从该公司的网站中删除了相关页面。

之后，它作为初中和高中女生的制服在全国范围内流行起来，并一直持续至今。水手服之所以传遍日本全国，是因为包括东京大学在内的许多学校都采用了军装风格的立领五扣束腰外衣作为男生的校服，“那么据说女生穿海军服是有原因的”。不过，在学习院等一些学校，男生也采用海军风格的隐藏钩夹克，即使在海军中，士官制服也是源自法国陆军的五粒扣束腰外衣。

### 海外波及
在泰国和中国，一些学校改用日式水手服，高中申请人数显着增加。

### 相关文化
赤川次郎的小说《水手服和机关枪》于1981年被翻拍成电影，由药师丸博子主演，并大受欢迎。当时药师丸拍摄时，使用就读东京都立八潮高中的水手服来射击。美少女研究家高倉文紀将其评价为“建立了能够正确穿着水手服的偶像概念”。
香港电影《开心鬼》、《开心鬼放暑假》、《开心鬼撞鬼》和《开心勿语》中的校服也采用水手服。但与日式水手服不同的是，采用的是粉白配色。

## 图集

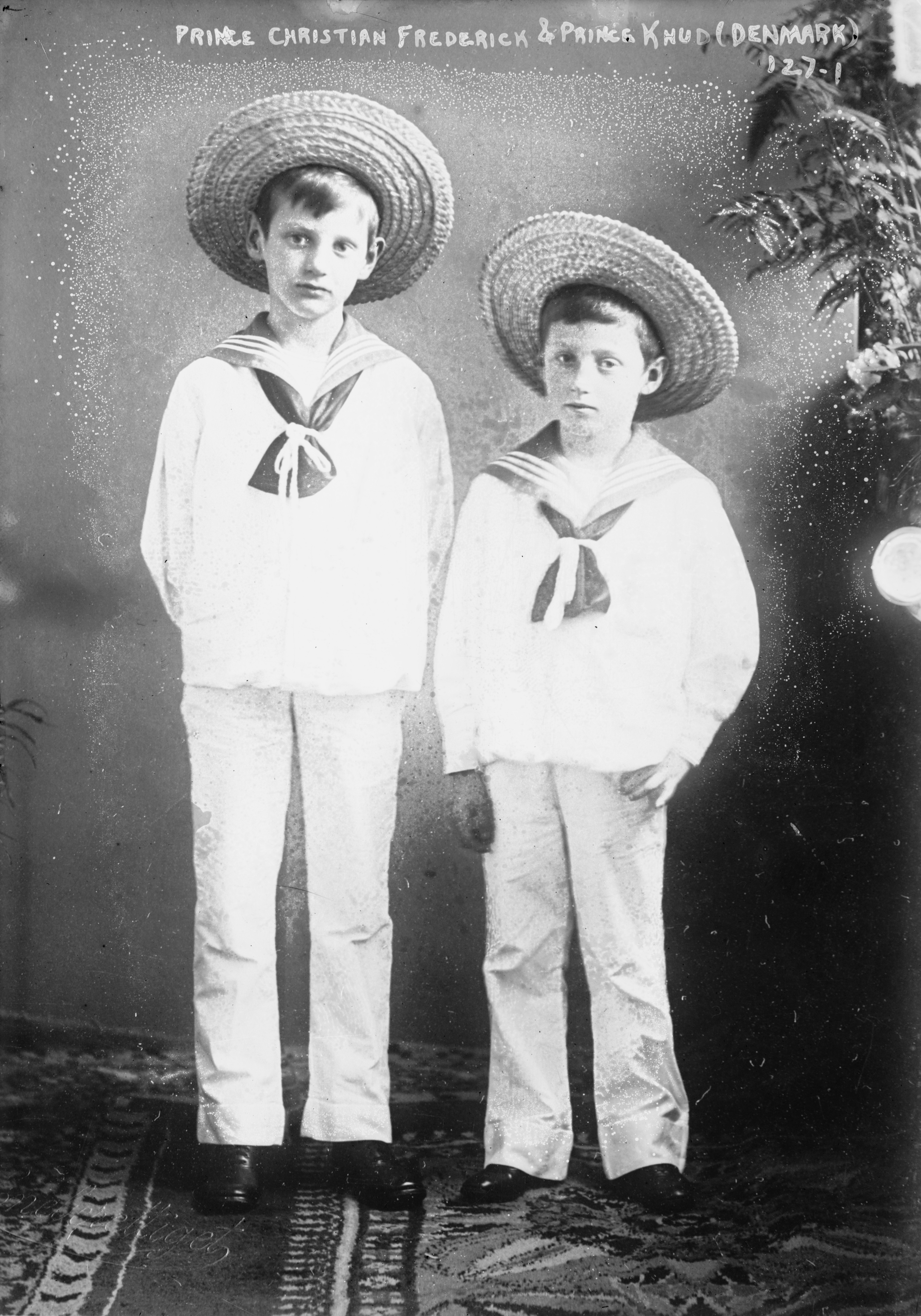
兒童水手服
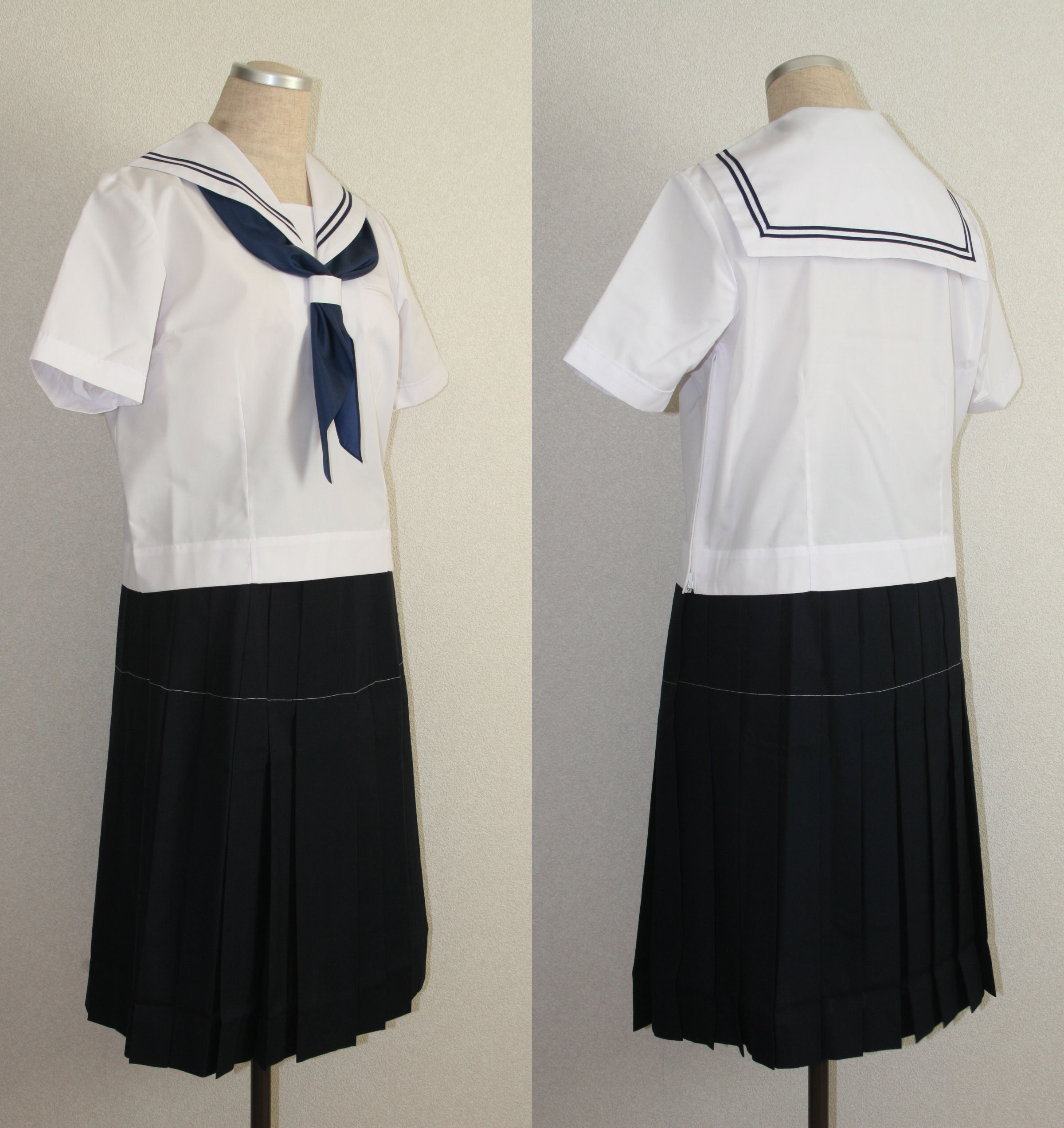
日本女學生制服（夏季）
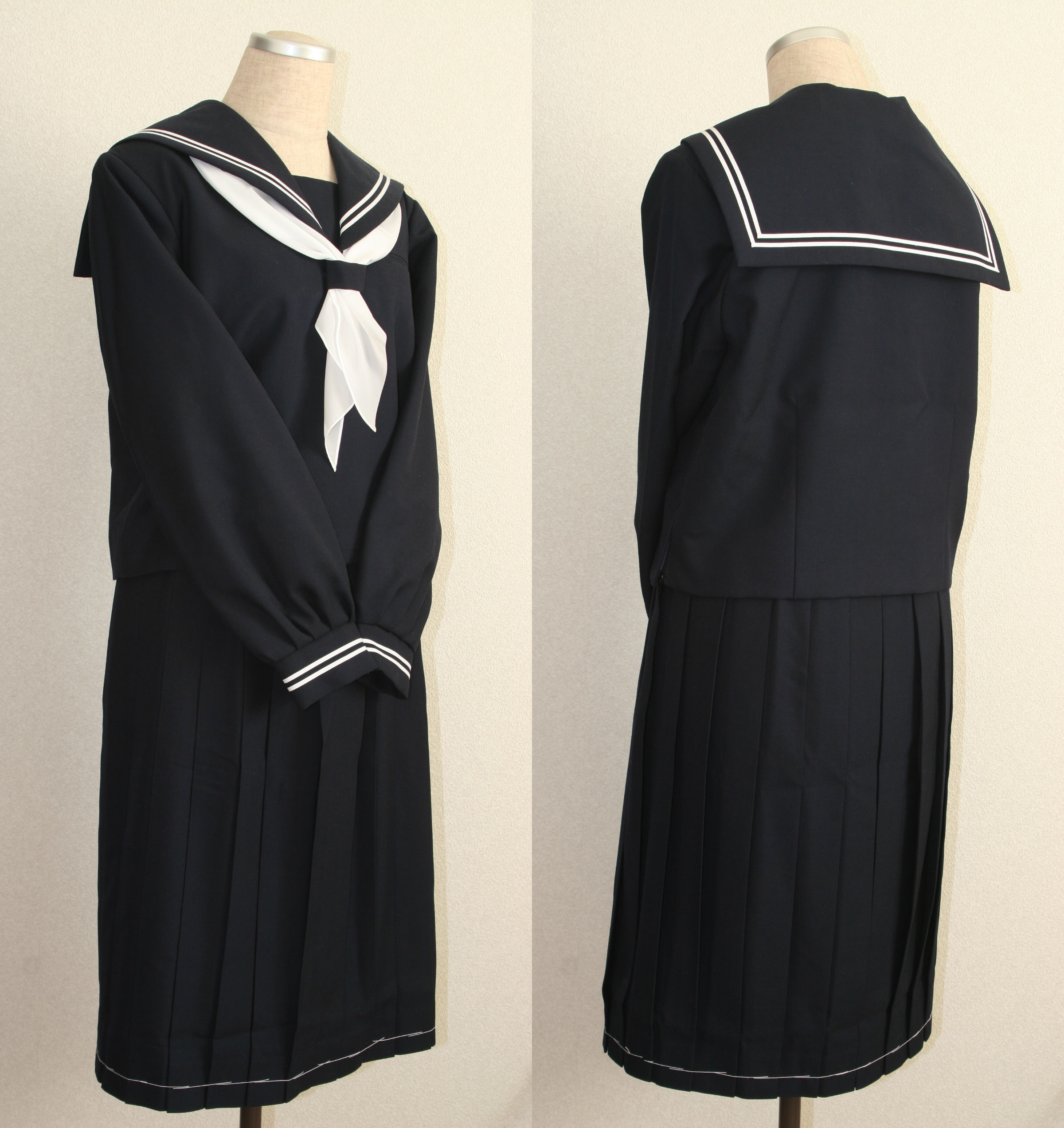
日本女學生制服（冬季）
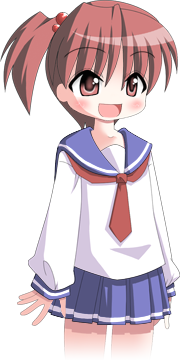
日式動漫中的水手服
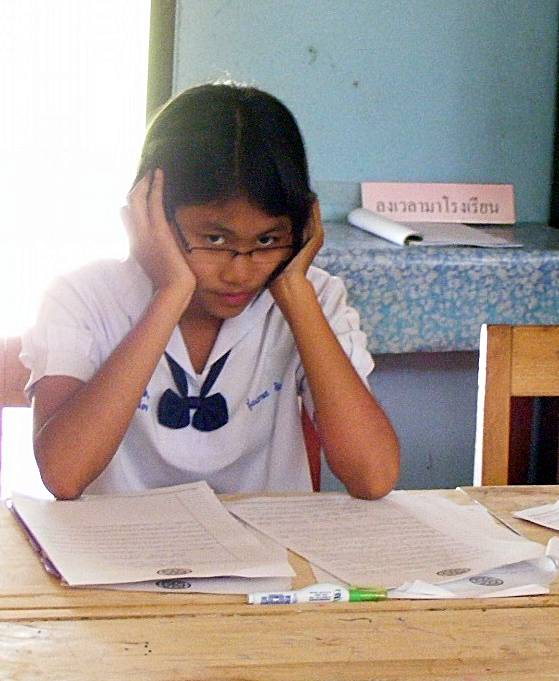
泰国初中女生校服，为泰式水手服。
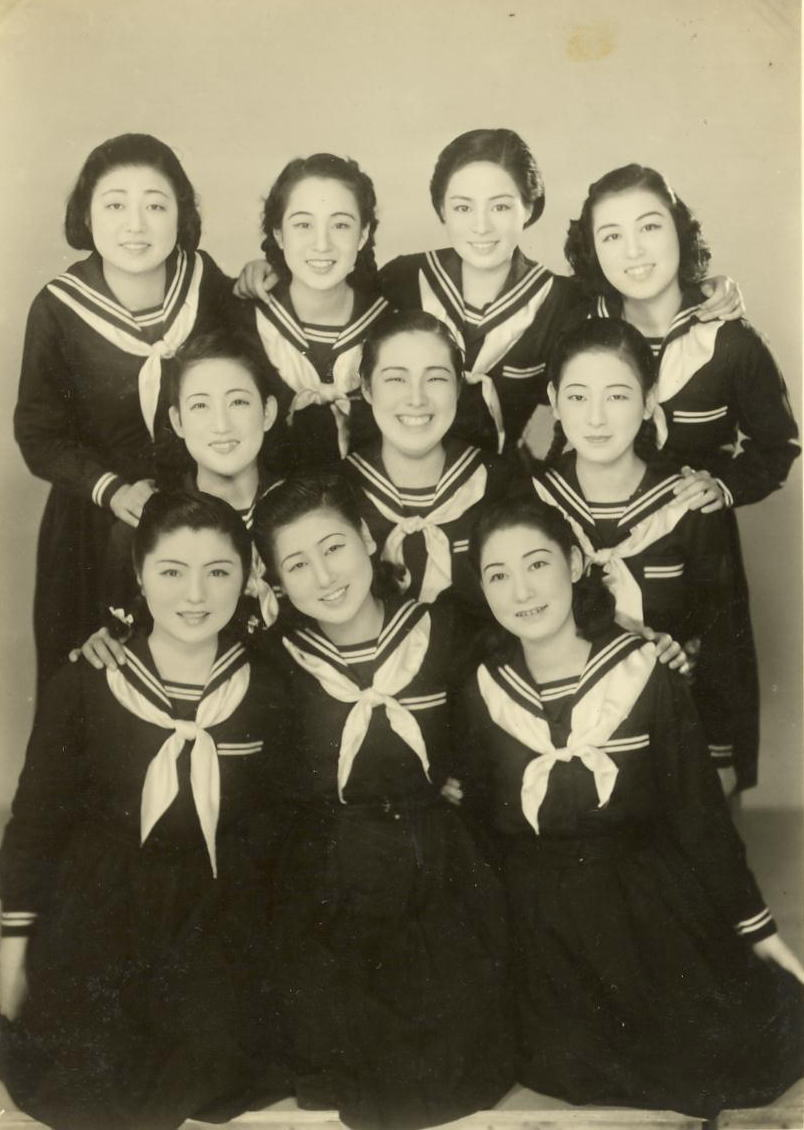
宝塚歌劇团团员合照，身穿冬季款水手服
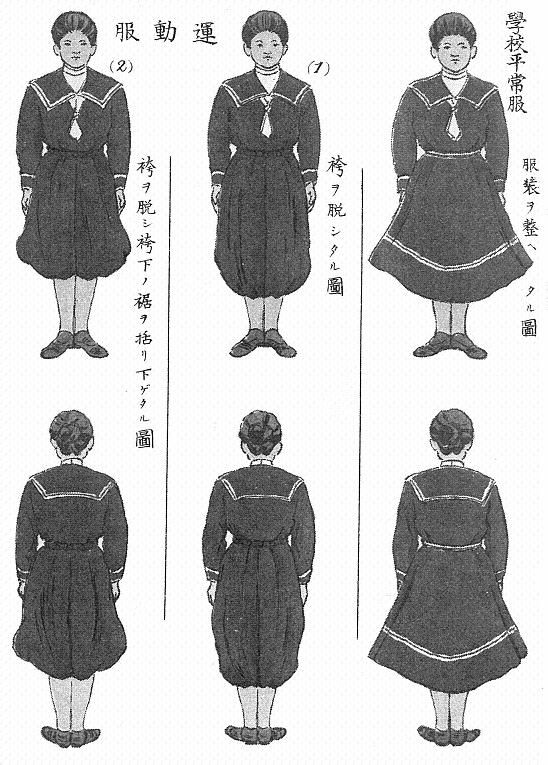
井口阿久利（日语：井口阿くり）将水手服设计为运动服的设计图
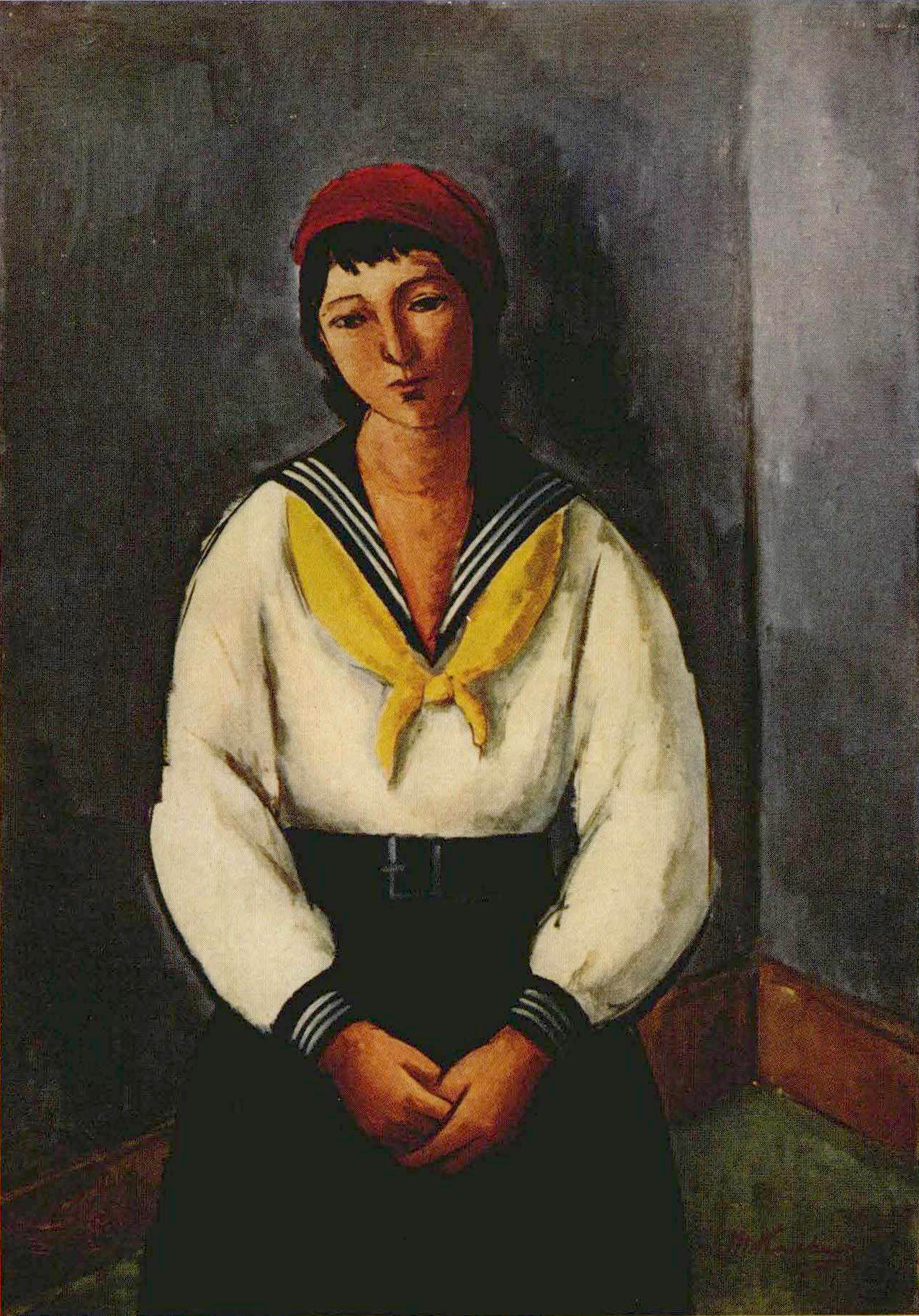
柏尾鞠子《制服少女》，1932年。

历史照片中的水手服
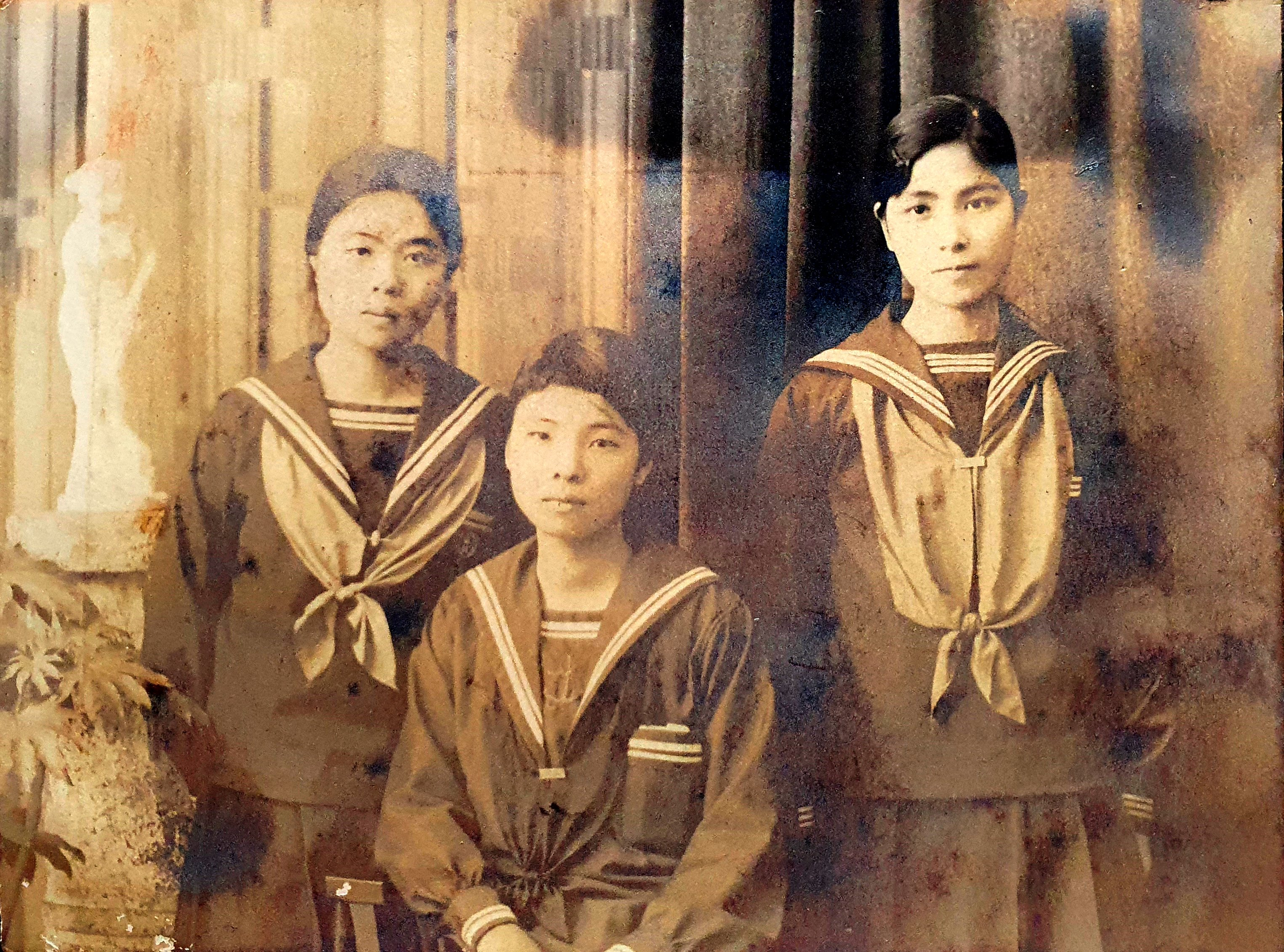
彭蓉妹、周紅綢和邱金蓮，約1930年。三人皆穿关西领水手服。
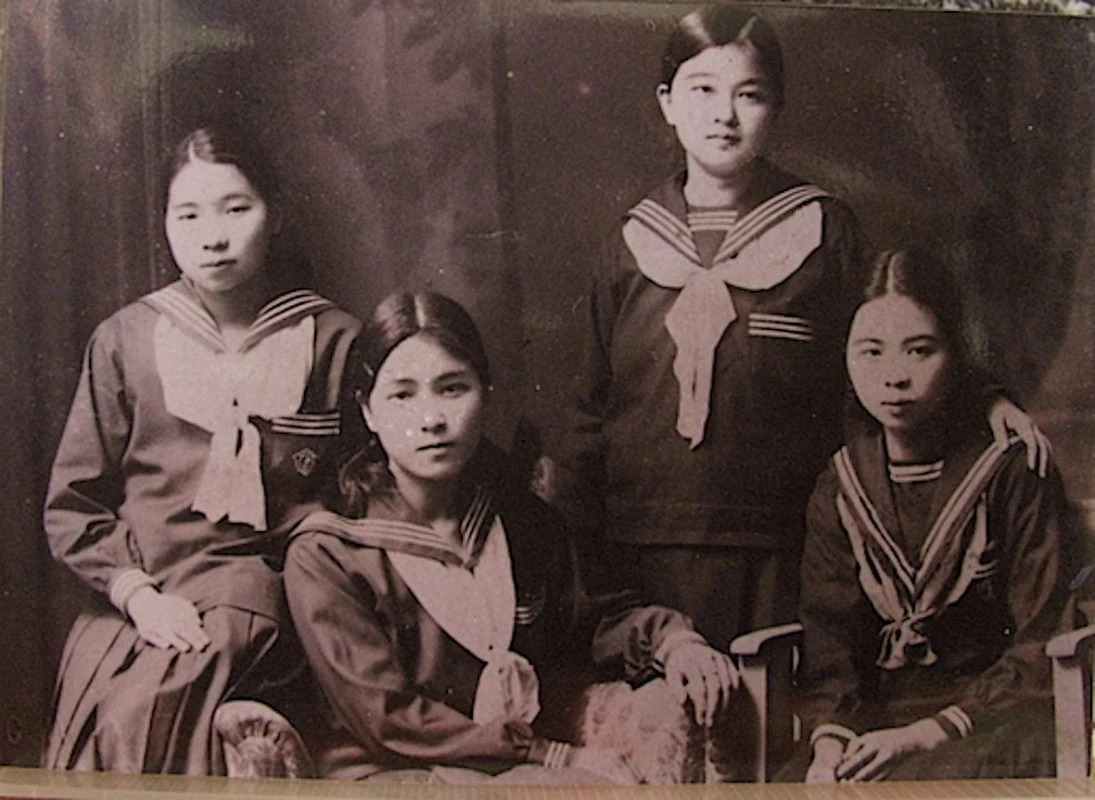
林阿琴、邱金蓮、陳雪君和彭蓉妹的合照，1932年。
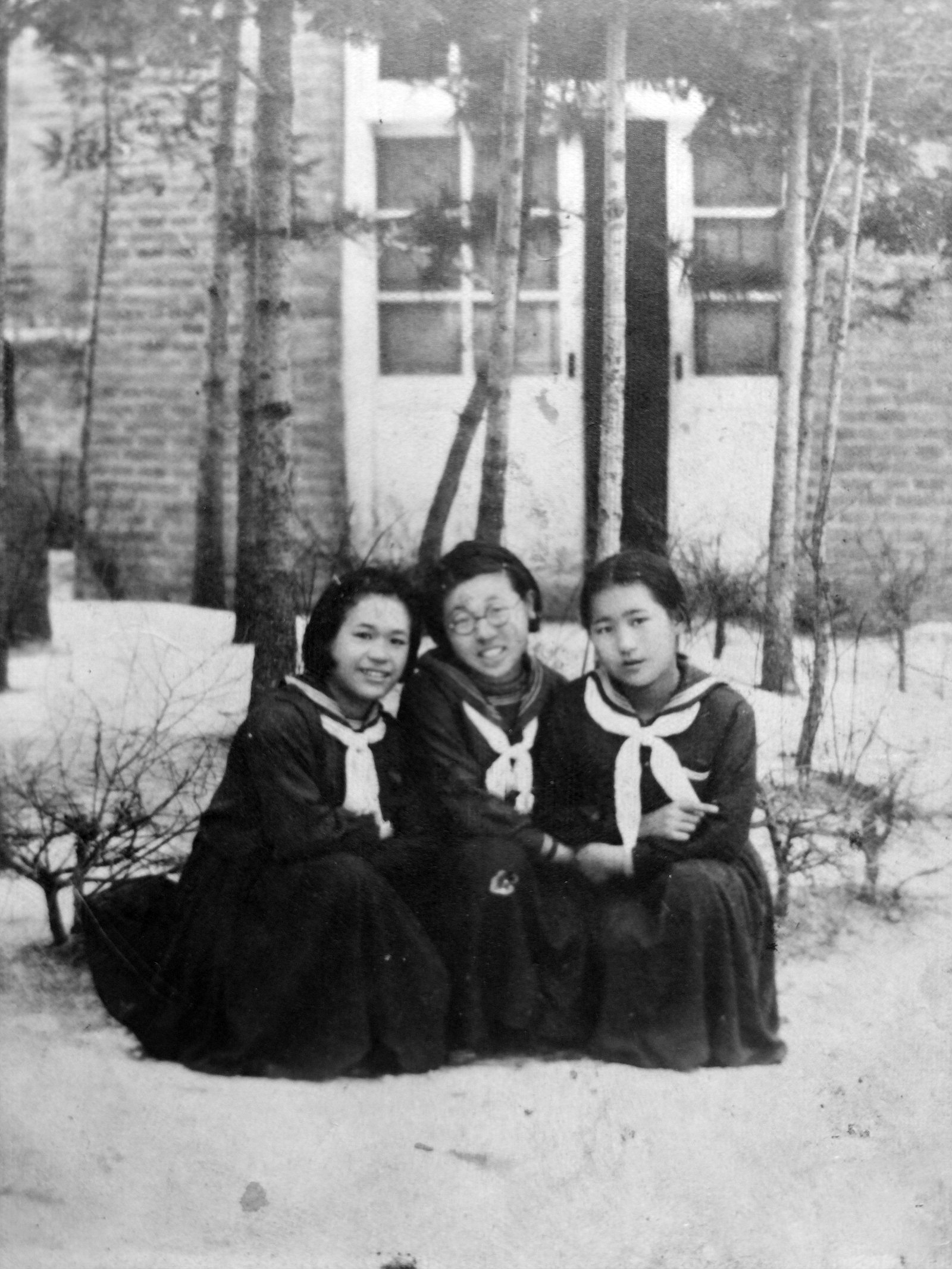
民国时期三位中国朝鲜族女学生的合影
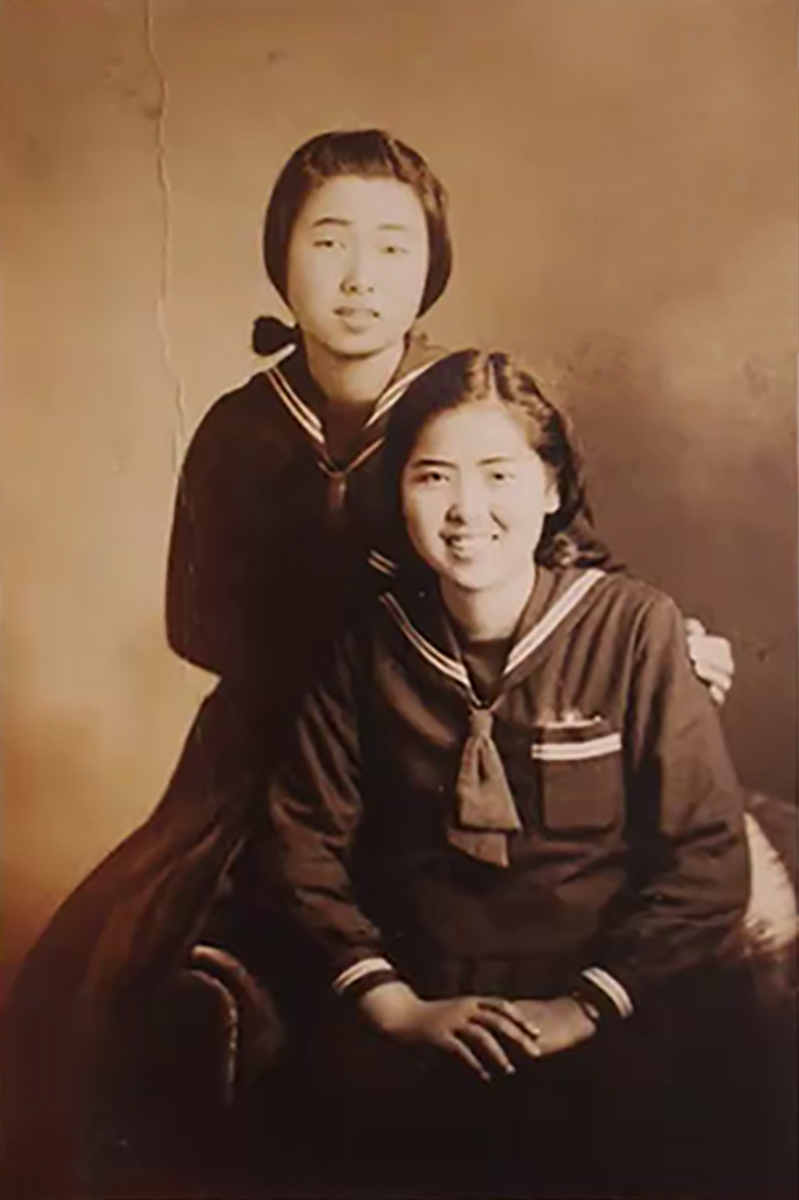
民国时期两名穿水手服的女学生
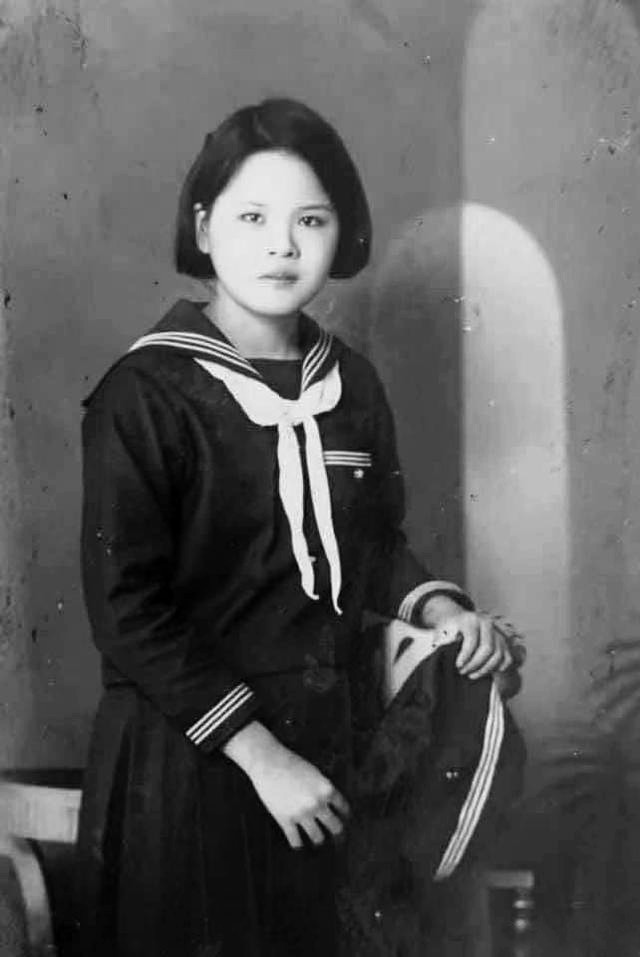
日治台湾的女学生肖像
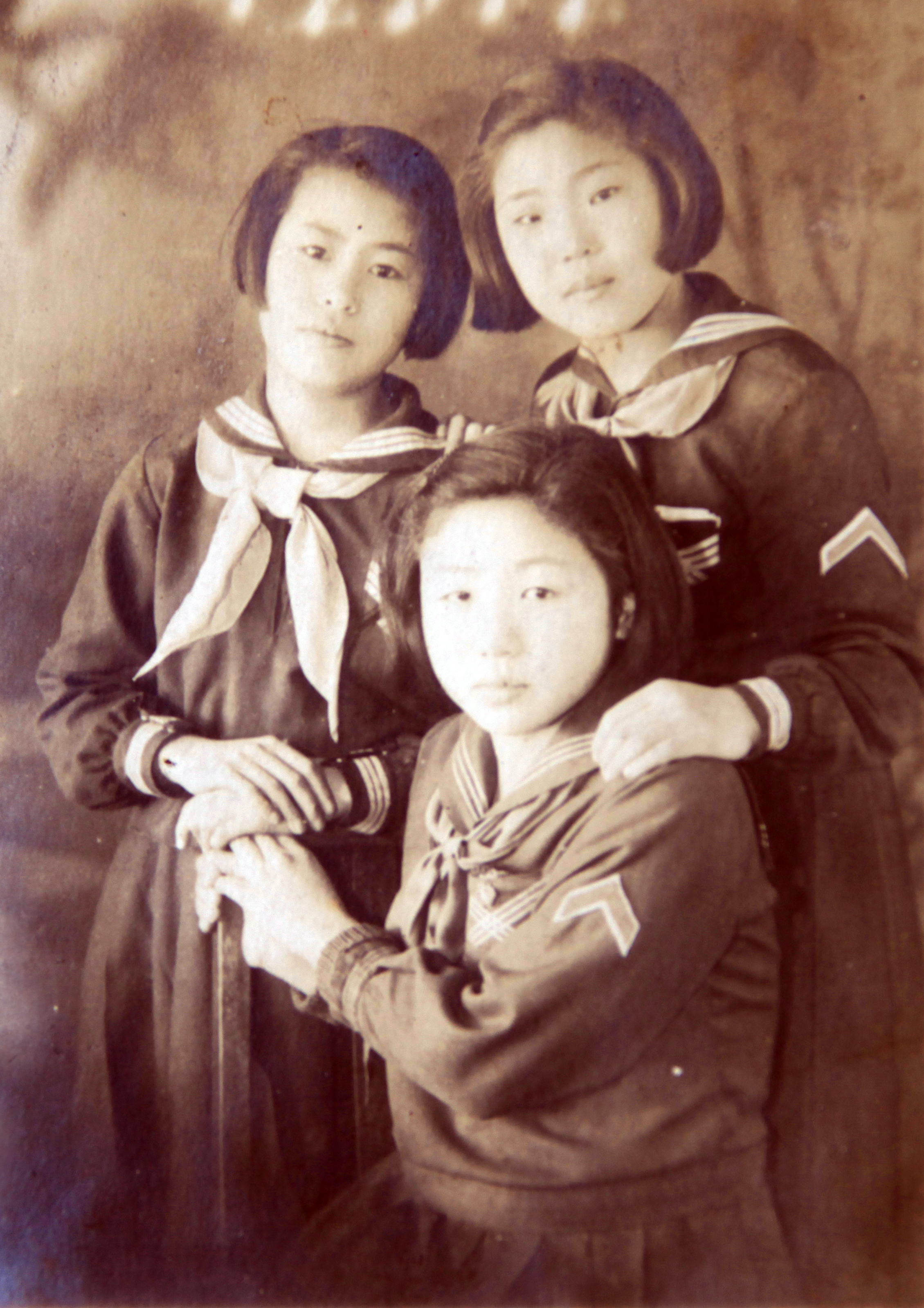
满洲国的女学生合照
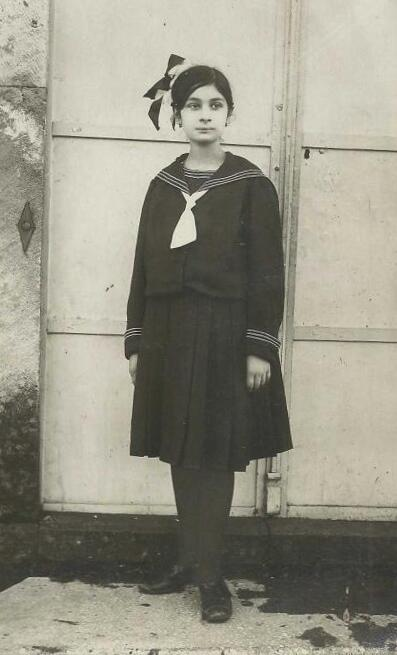
土耳其的水手服，1930年代。
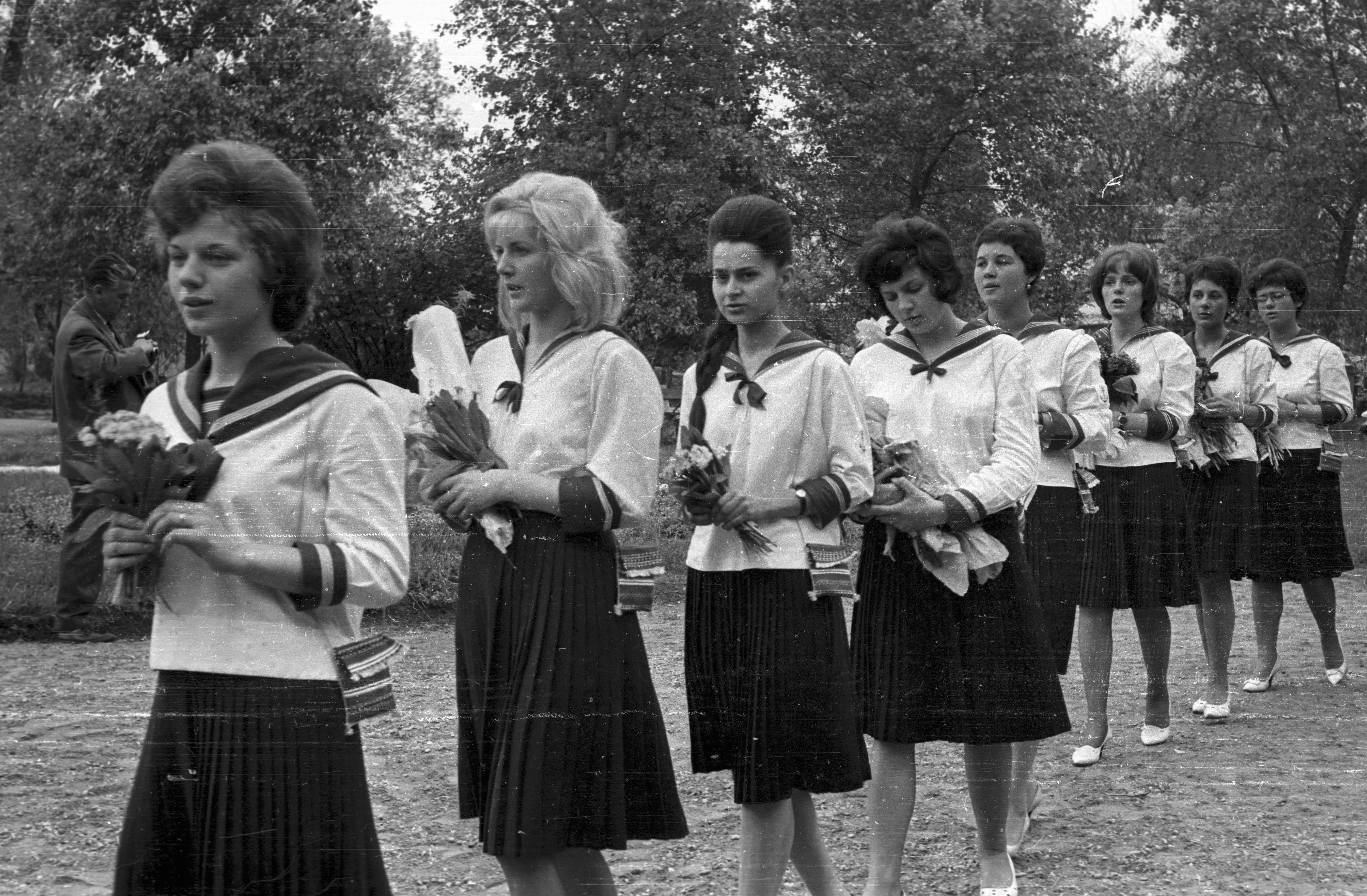
匈牙利的水手服，1967年。
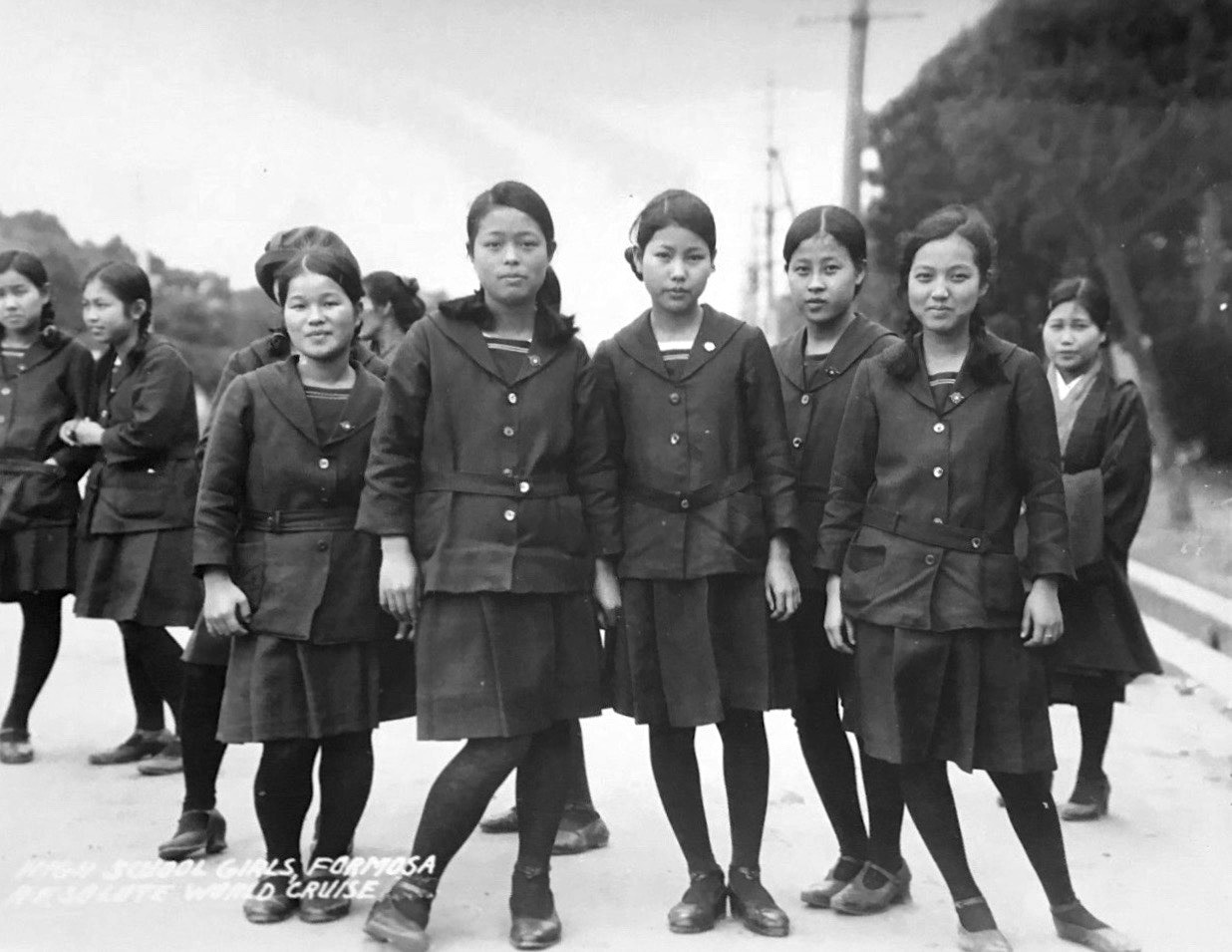
1929年台湾女高校生街拍照
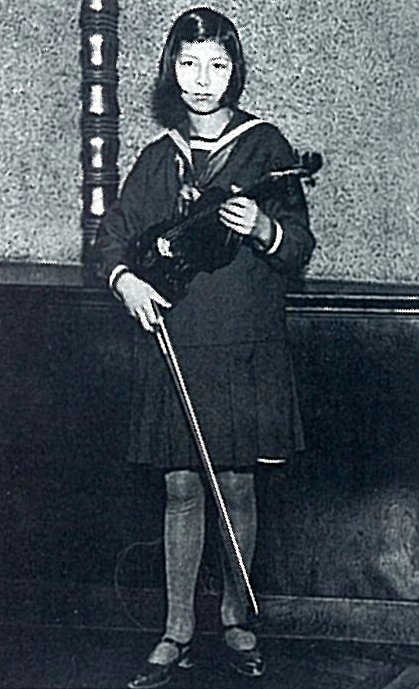
穿水手服拉小提琴的諏訪根自子（日语：諏訪根自子）
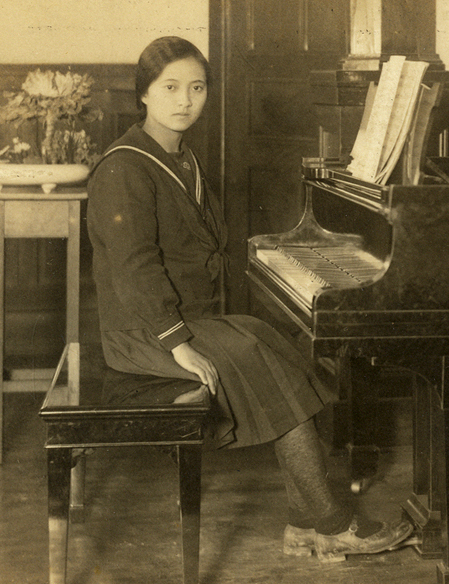
身穿关西领水手服的高慈美
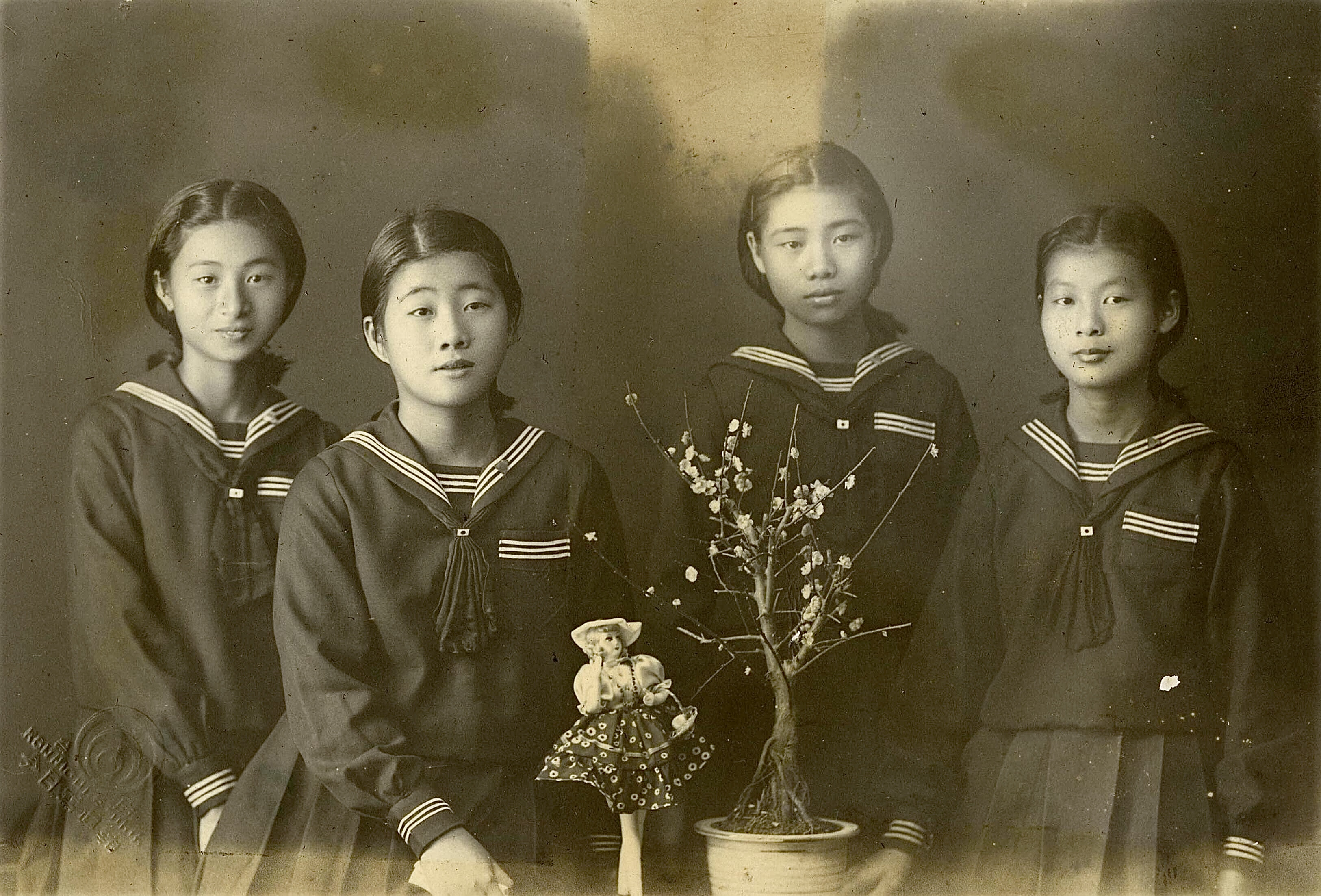
臺南市明治公學校学生的集体沙龙照，所穿为满襟线关东领水手服
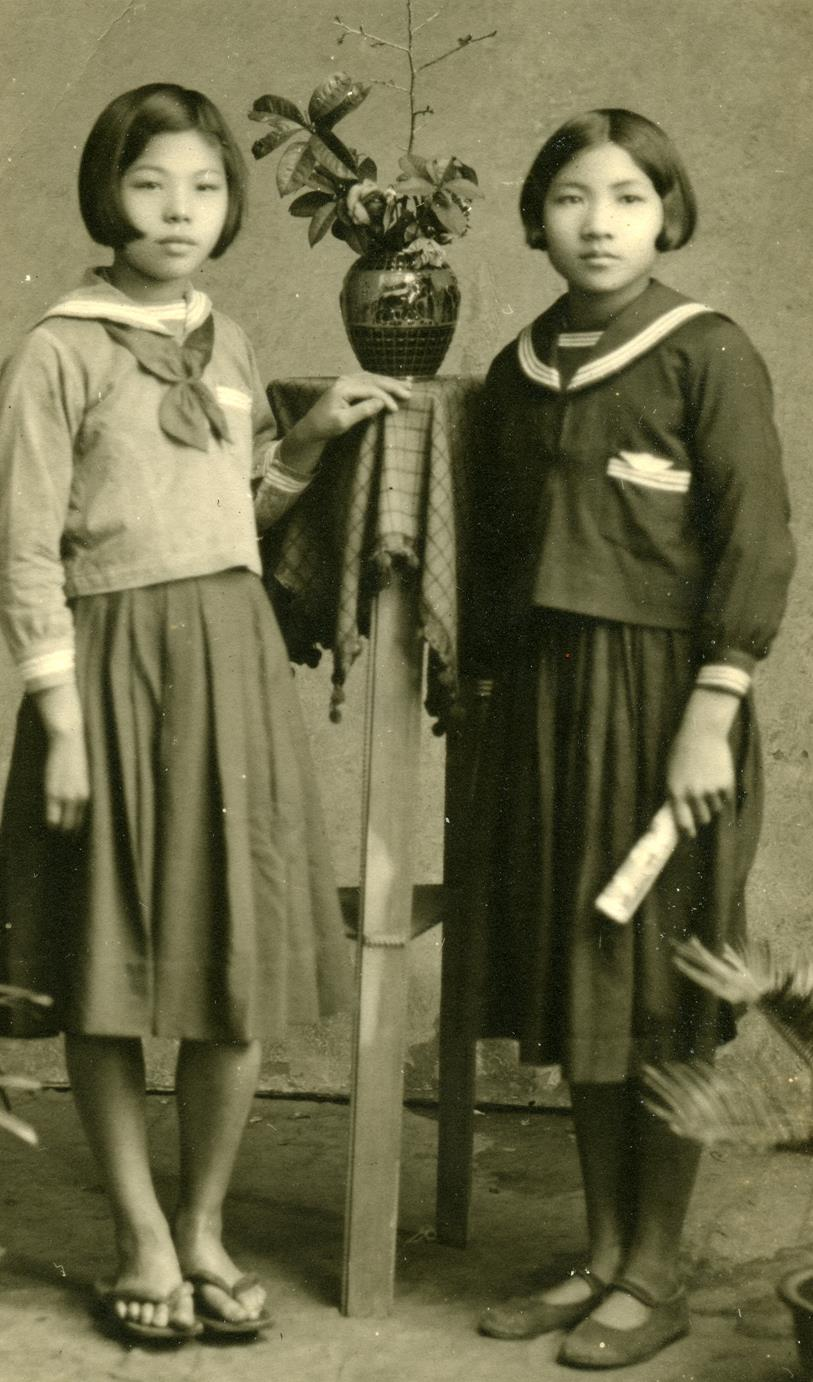
兩位留短髮的女學生合照，吳金淼所攝

影視作品中的水手服
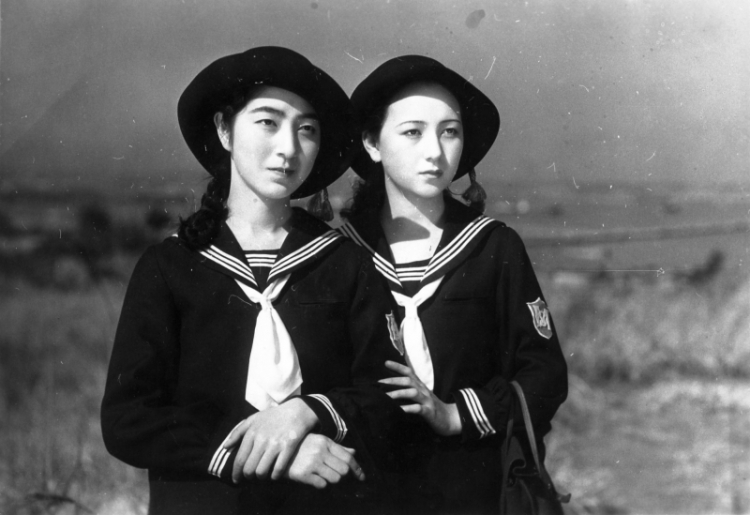
1933年電影《港口的日本姑娘（英语：Japanese Girls at the Harbor (film)）》劇照
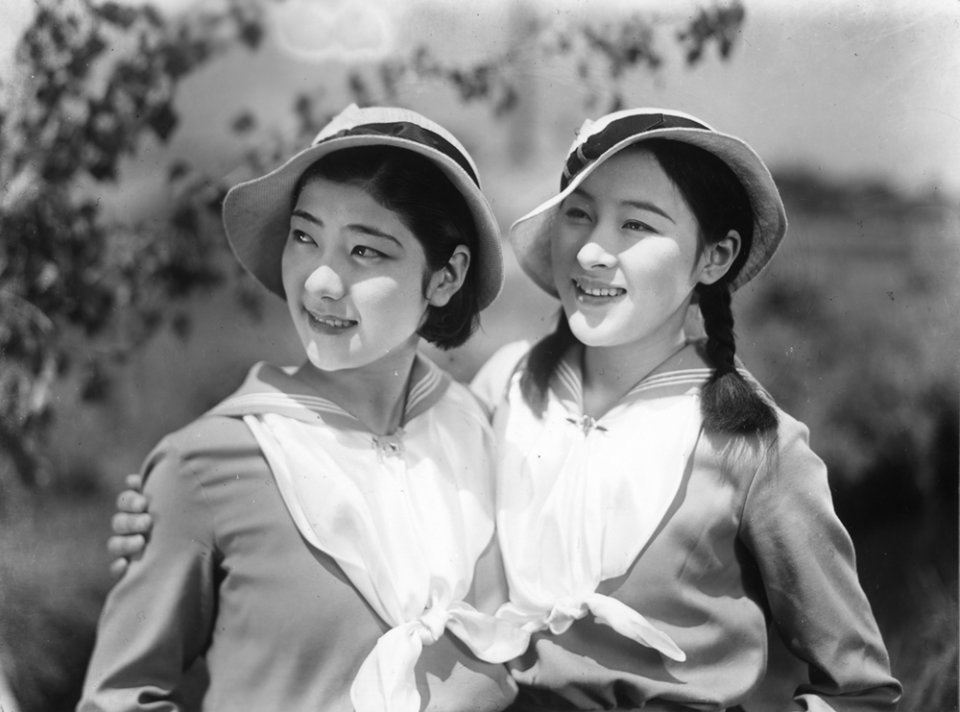
1934年電影《隔壁的八重（日语：隣の八重ちゃん）》劇照
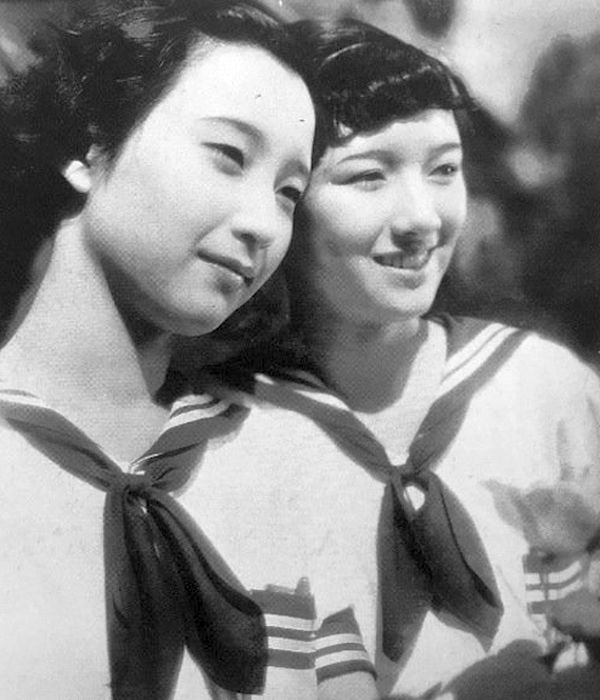
1939年電影《採花日記（日语：花つみ日記）》劇照
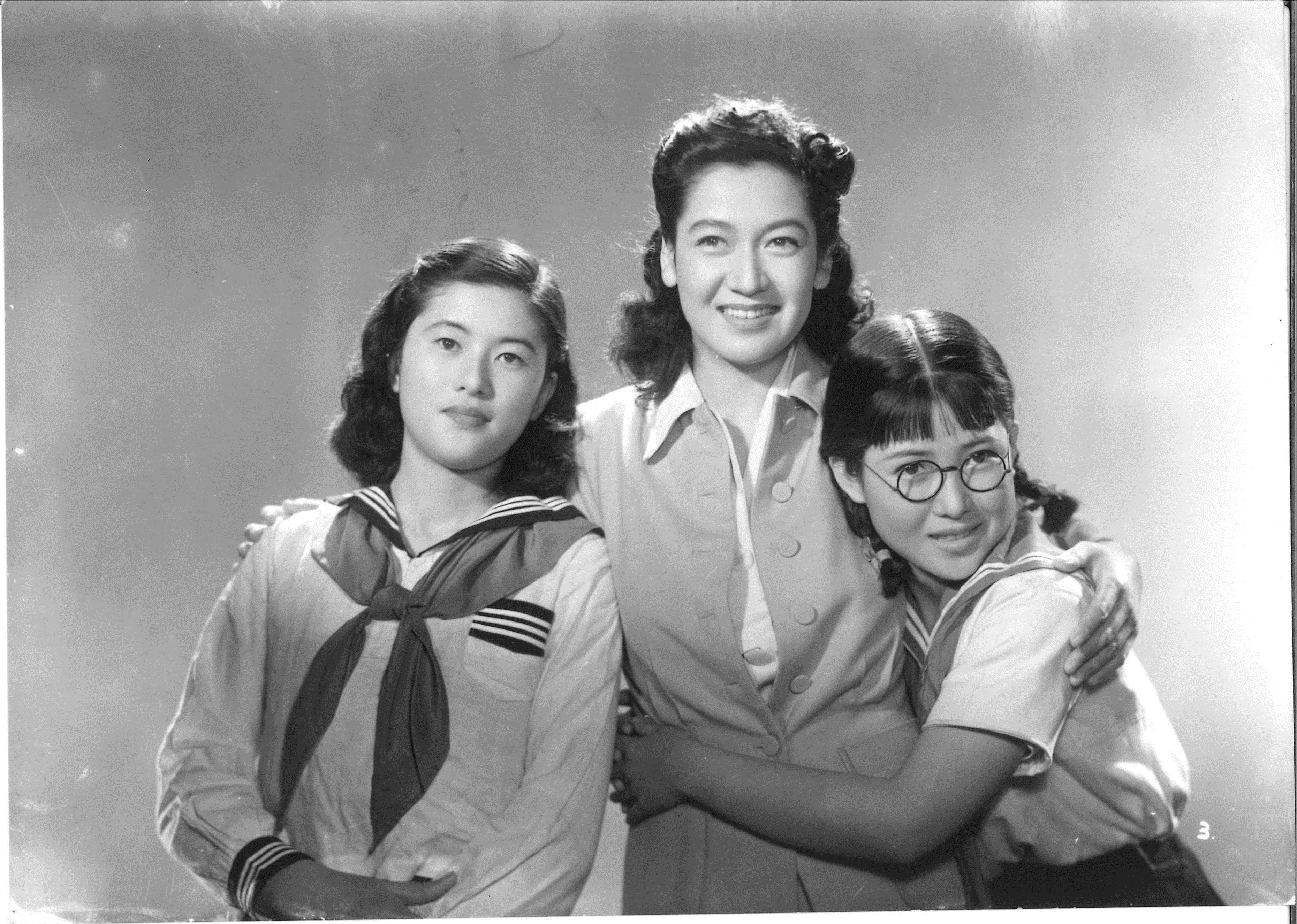
1949年電影《青色山脉（日语：青い山脈 (映画)）》劇照

### 引用
1. ↑  評伝に『ミス・ダイヤモンドとセーラー服　エリザベス・リー その人と時代』（古川照美・千葉浩美編、中央公論新社、2010年）がある。

1. 1 2  Royal Navy, The History of Rating Uniforms 的存檔，存档日期April 18, 2006，.
2. ↑  .   [2017-06-11]. （原始内容存档于2017-09-24）.
3. ↑  .   [2011-09-01]. （原始内容存档于2010-04-24）.
4. ↑  Encyclopedia of Superstitions 1949, Edwin Radford, Mona A. Radford, Kessinger Publishing (p. 208)
5. ↑  .   [2017-06-11]. （原始内容存档于2017-06-24）.
6. ↑  中村P 330
7. ↑  Charles A. Malin, Ratings and the Evolution of Jobs in the Navy 的存檔，存档日期1999-02-02.,  Bureau of Naval Personnel, Navy Department, Washington DC, 1971
8. ↑  中村P 323
9. ↑  Brooks Picken, Mary. . International textbook company. 1923: 250. A kind of dress worn by young girls, the waist of which is made in exact imitation of a sailor's blouse. This style of dress derives its name from its creator, Peter Thomson, who was a tailor in the navy...
10. ↑  .   [2024年10月20日]. 原始内容存档于2014年3月12日.
11. 1 2  .   [2024-10-20]. （原始内容存档于2017-08-25）.
12. ↑   (PDF).   [2024-10-20]. （原始内容存档 (PDF)于2025-02-19）.
13. ↑  井本拓志. セーラー服発祥は名古屋. 中日新聞. 2018年5月12日, 夕刊, 11面(社会).
14. ↑  刑部 2010，第192-193頁.
15. ↑  刑部 2010，第193頁.
16. ↑  辻元 2008，第67頁.
17. ↑  .   [2024年10月20日]. （原始内容存档于2009年9月10日）.
18. 1 2  . アサ芸プラス. 徳間書店. 2018-07-11  [2022-04-27]. （原始内容存档于2024-10-24）.
19. ↑  セーラー服と女学生 2018，第96頁.

## 外部連結
- National Maritime Museum